# 現代自動車
現代自動車（ヒョンデチャドンチャ〈ハングル: 현대자동차; ハンチャ: 現代自動車; RR: Hyeondae Jadongcha  発音を試聴〉、通称ヒョンデ〈英: Hyundai, ハングル: 현대; ハンチャ: 現代; RR: Hyeondae, IPA: [ˈhjəːndɛ]〉; KRX: 005380、ヒョンデじどうしゃ）は、韓国最大手で、ソウル特別市に本社を置く自動車メーカー。2023年の世界販売台数は高級車ブランドのジェネシス、傘下のKIAを合わせた現代自動車グループでは約730万4000台で、日本のトヨタグループ、ドイツのフォルクスワーゲングループに次ぐ世界第3位である。
かつて日本では「ヒュンダイ」として知られていたが、世界規模でのブランドイメージ統一のため、2020年から韓国語発音の「ヒョンデ」という呼称に変更された。ただし東京事務所の法人登記上は日本語読みの「げんだいじどうしゃ」となっているほか、変更後のモデルでも初代IONIQ5、NEXOの日本の車検証に記載される車名欄には「ヒュンダイ」と表記されている。
蔚山で稼働させている世界最大の総合自動車製造工場は、年間160万台の生産能力を持つ。同社は全世界で約7万5000人を雇用しており、約6000の販売店とショールームを通じて世界193カ国で販売されている。

## 歴史

### 20世紀

1974年から1990年10月25日まで使用されたコーポレートアイデンティティ(CI)。CI変更直前の頃になると、｢車両のエンブレムは新型、CMテロップのCIは旧型｣と言う状況も発生していた。
その1：スクープ・ターボでの例
その2：エクセルでの例

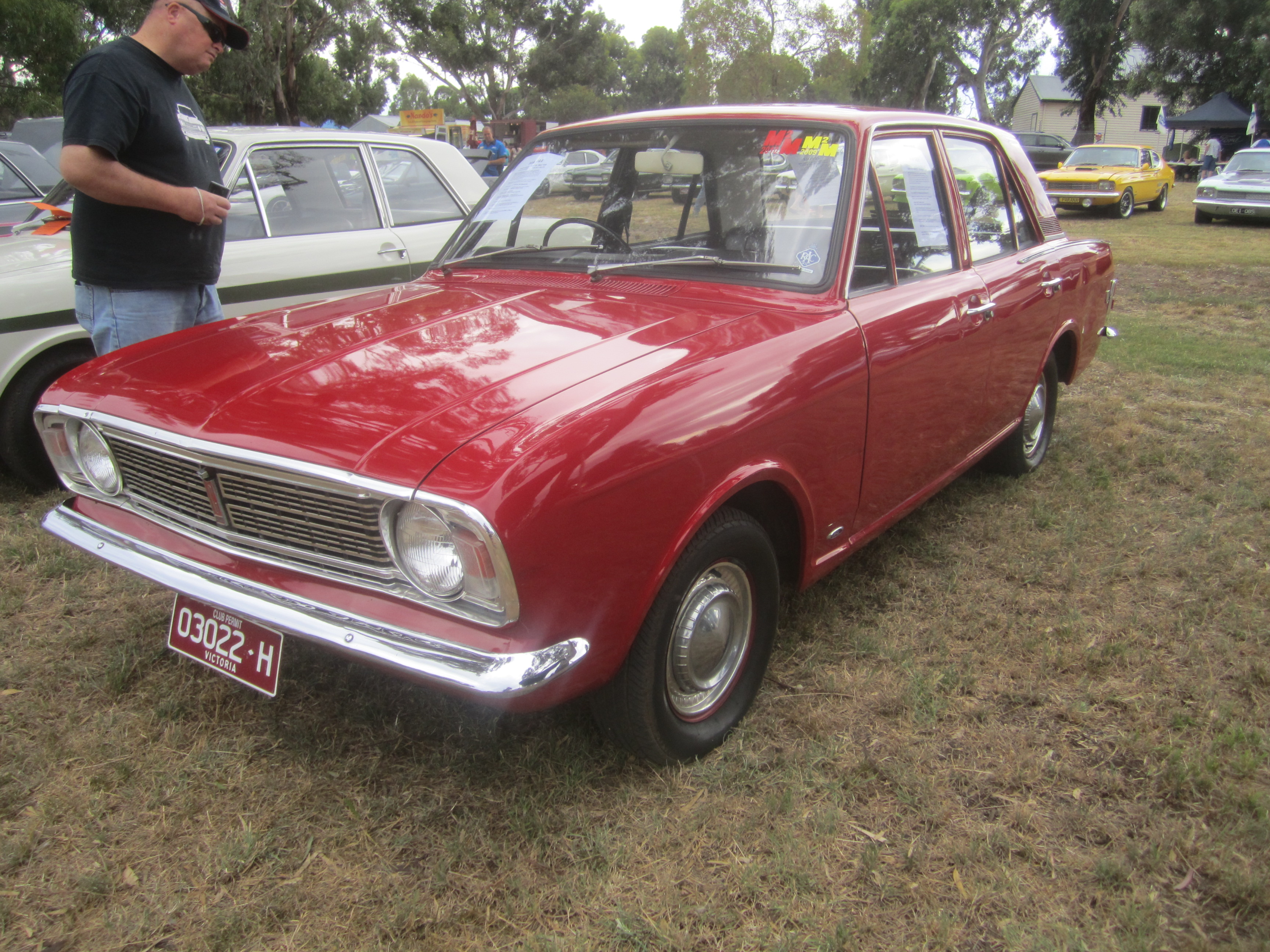
創業後初めてノックダウン生産したフォードコーティナ。この写真のモデルが右ハンドルなのは、オーストラリア仕様モデルである為。

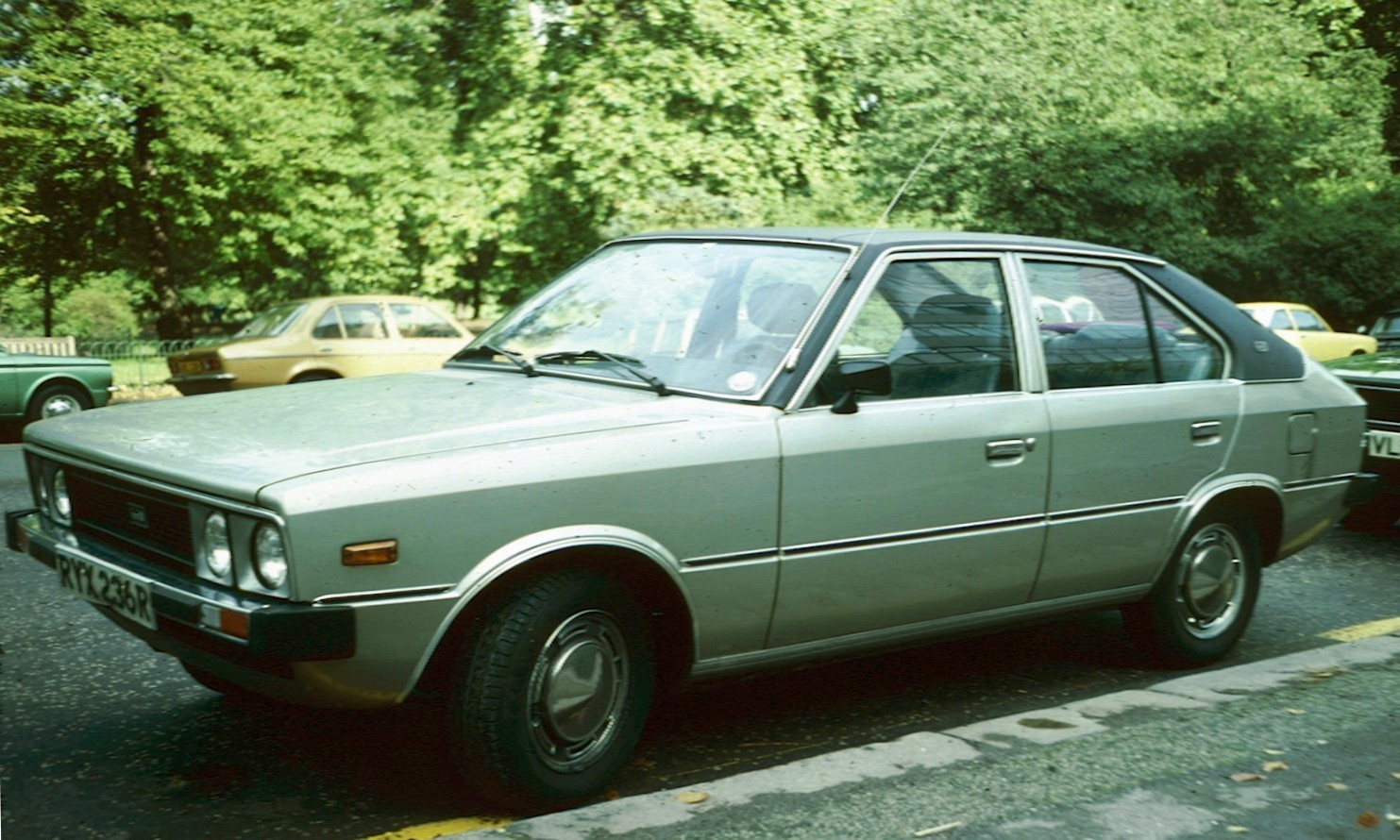
ポニー

1967年に現代財閥（現代グループ）創業者の鄭周永が創立。翌年、米国のフォードより技術供与を受け、「フォード・コーティナ」のノックダウン生産を開始。その後、現代自動車は、小型車の開発をめぐってフォードとの技術供与関係に軋轢が生じたため、独自モデルの開発に踏み切ることとした。提携相手探しは難航したが、最後に訪問した三菱自動車が現代自動車の要望を聞き入れたため、小型車生産のための車体やエンジン、ギアなどの生産技術供与契約を締結し、技術確保の手段を獲得する。1973年には、自社での自動車開発のためブリティッシュ・レイランドより招き入れたジョージ・ターンブル主導の下、複数の著名なイギリス人エンジニアも加わり、三菱自動車からの生産技術供与も相まって、1975年に韓国初の国産車「ポニー」を発売した（デザインはジウジアーロ、エンジン・プラットフォームは初代三菱・ランサーのもの）。このポニーから海外での販売も開始し、1984年からカナダで一時期ベストセラーとなった。一方、アメリカでは厳しい排出規制をクリアできず販売されなかった。ポニーの発売以降も、三菱自動車との提携を継続し、三菱自動車が韓国自動車産業の基盤技術を提供したと評されるほどの技術供与を受けた。デボネア、デリカ、パジェロ、ザ・グレート、エアロバスなどの数多くの三菱車ベースの車種や、三菱車のプラットフォームを流用し続け今の自動車会社としての地位を得る。1978年には三菱重工業と技術導入契約の下、自動車専用工作機械の製造を開始し、競争力を高めた。1985年には累計生産100万台を突破。アメリカ合衆国へは1986年に進出し、小型乗用車エクセル1車種の販売から開始された。エクセルはフォーチュン誌により「Best Product #10」に選ばれた。受賞の主な要因としては値ごろ感が挙げられている。1988年販売のソナタでは、現代自動車の独自技術を用いるようになった。1990年、累計生産400万台を突破。1991年には独自のガソリンエンジンであるαエンジンと、トランスミッションの開発に成功。1996年、インドにヒュンダイ・モーター・インディアを設立、チェンナイ近郊に自動車生産工場が建設された。1998年より現代自動車を世界的ブランドに押し上げるためのイメージ一新策を開始。1999年、アジア通貨危機で経営破綻した起亜自動車を傘下に収め、現代-起亜自動車グループ（現代自動車グループ）が成立した。
1999年には鄭夢九が現代自動車グループのトップになり、品質、デザイン、長期的な研究開発への重点的な投資が行われた。10年間、10万マイルの保障など積極的なマーケティングキャンペーンがアメリカで開始された。
創立時より周永の弟・鄭世永が社長を務め、1999年まで会長・名誉会長であった。1970年に入社した夢九は叔父の下で勤務し、現代グループ子会社各社へ出向し社長を歴任する。夢九は1996年に現代グループ会長となり、1997年からのアジア通貨危機の後、1999年より現代自動車会長に就任した。1988年に入社した世永の子・鄭夢奎（大韓サッカー協会会長、元FIFA理事）は1996年より現代自動車会長であったが、経営権を本家の夢九に譲り渡し、以後の世永親子は独自に現代産業開発（HDC）グループを率いている。
現代自動車グループは、経済危機後の経営の混乱、現代グループ後継争いにより、2000年に現代グループを離脱し独立した財閥グループを形成した。

### 21世紀

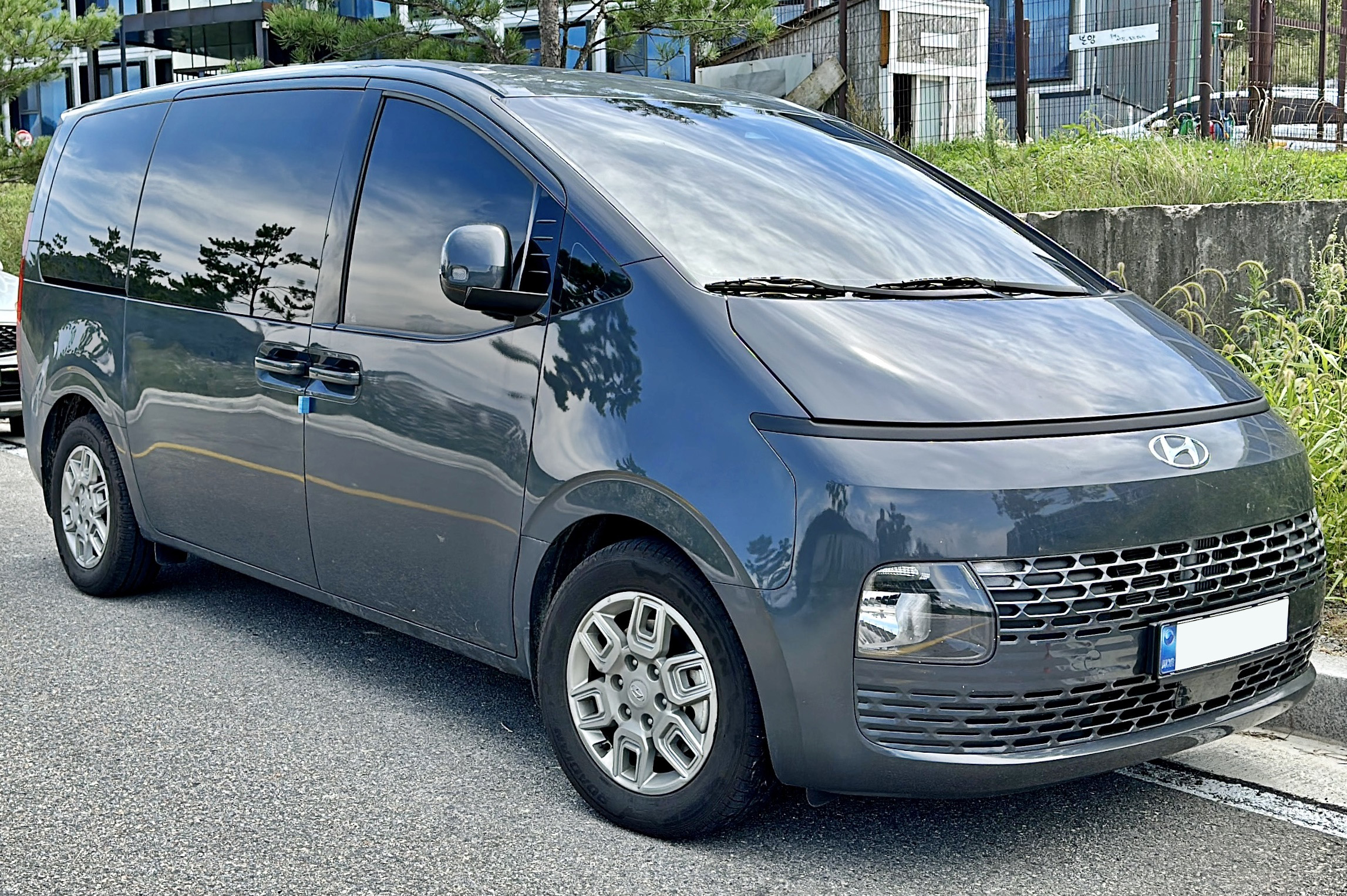
スターリア

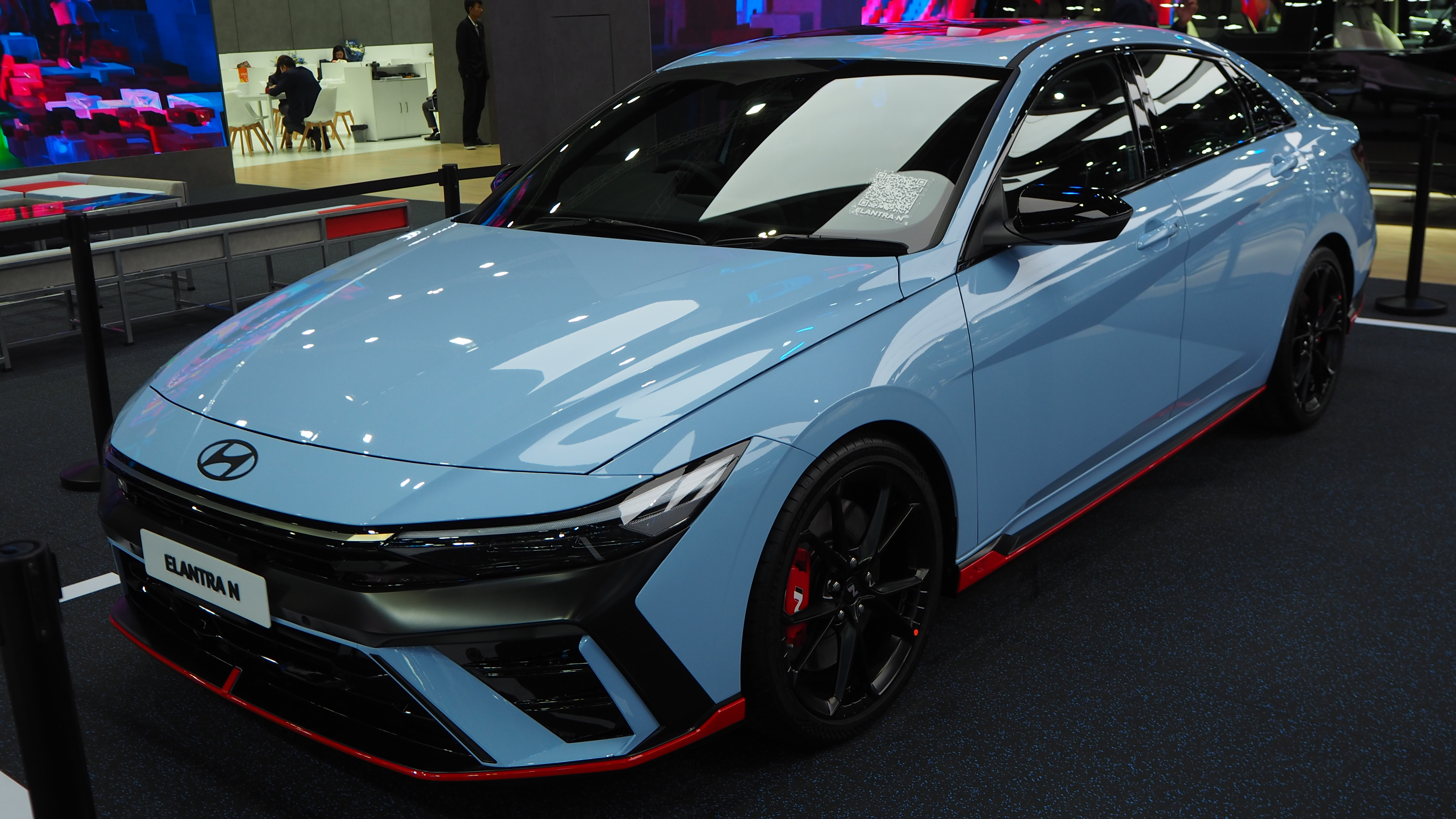
エラントラ N

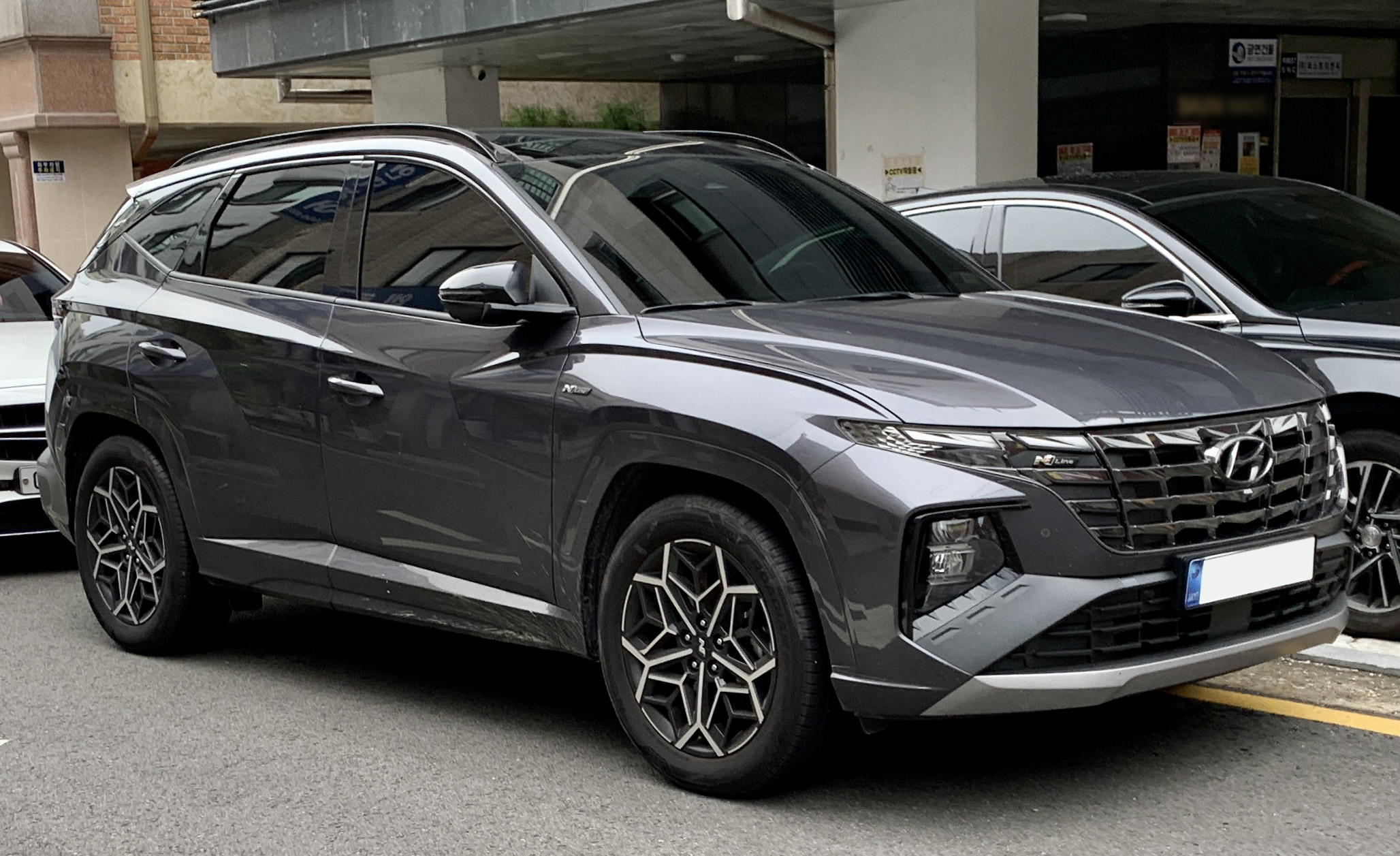
ツーソン

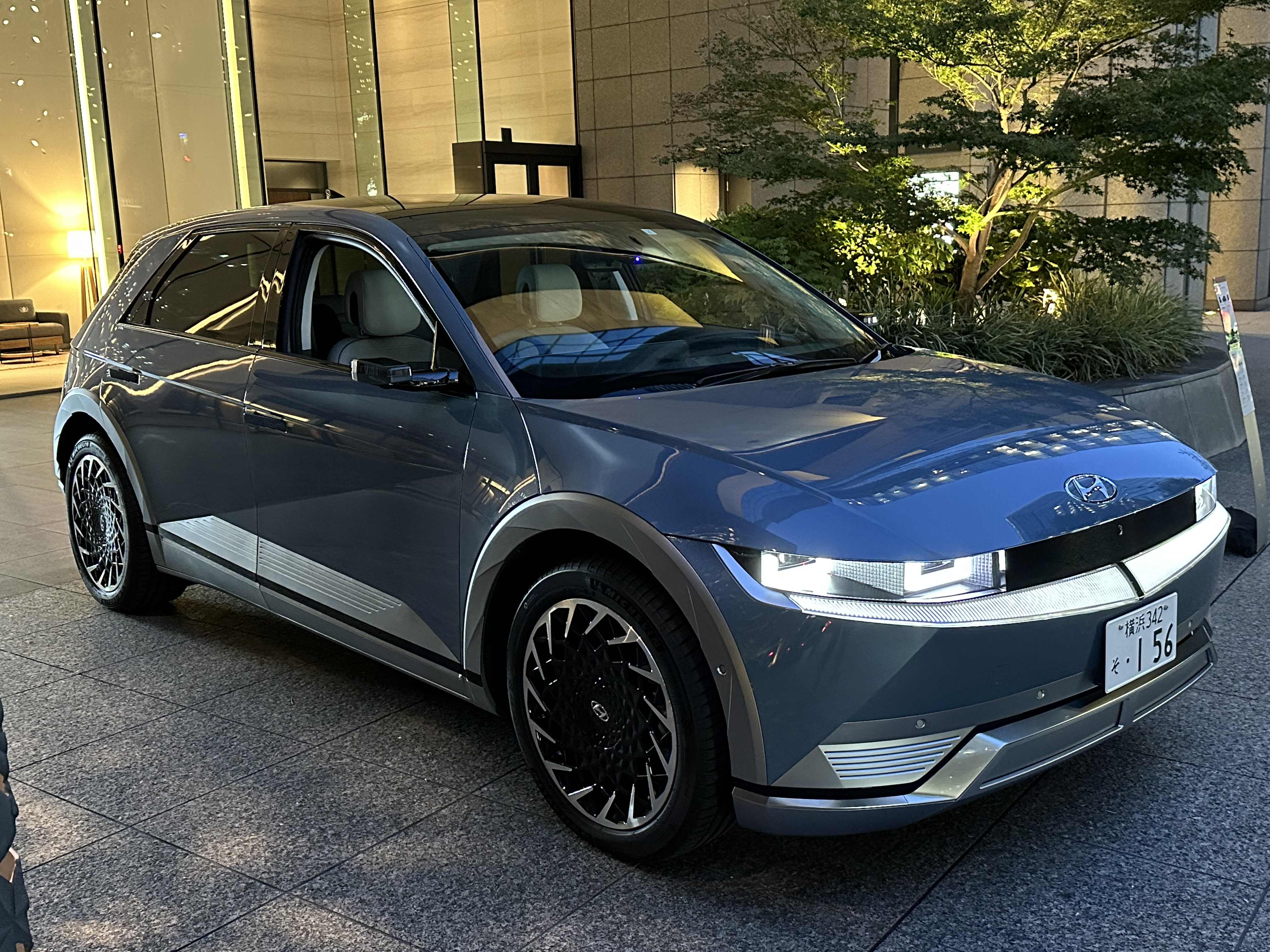
アイオニック5（日本仕様）

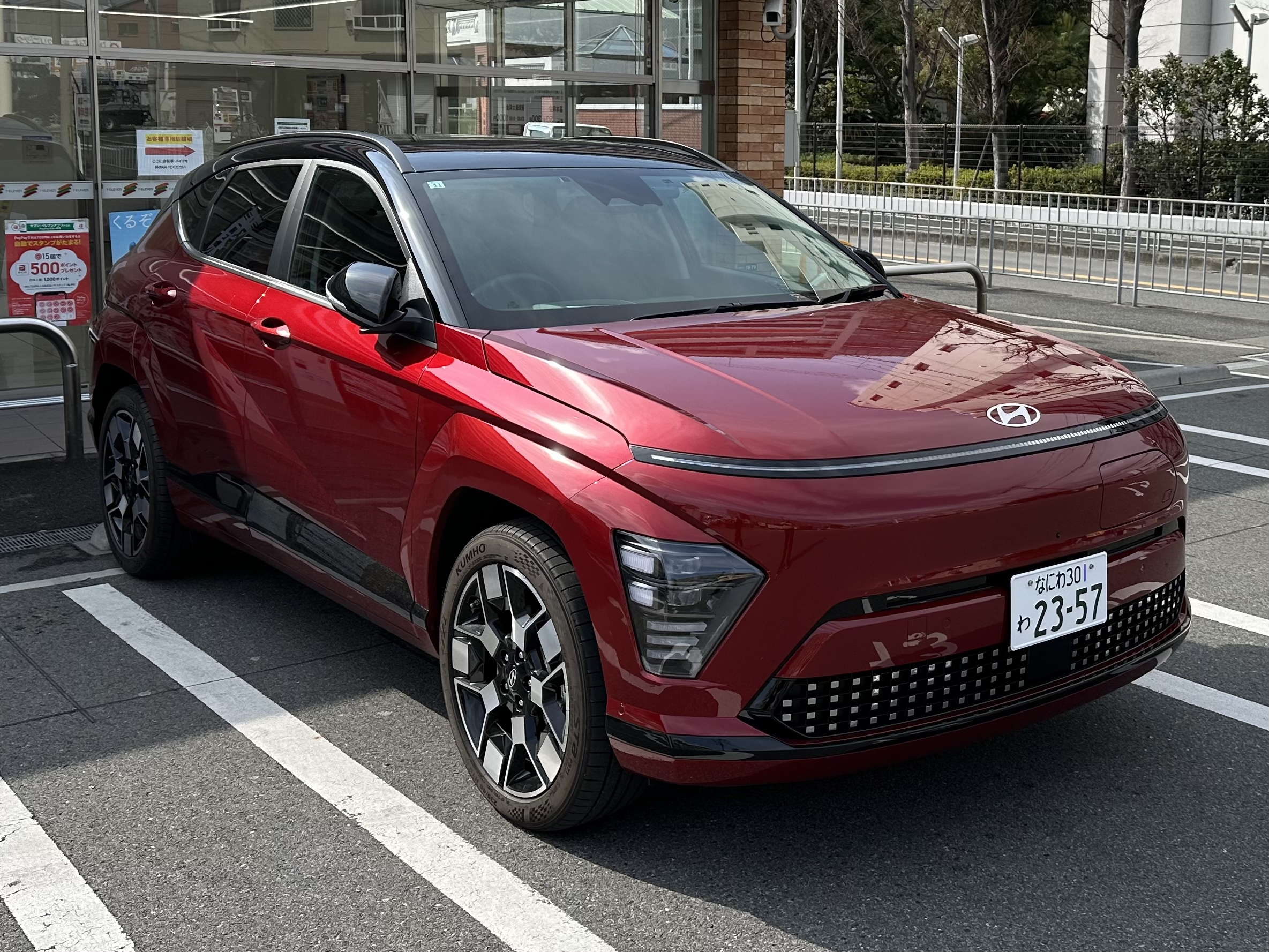
コナ（日本仕様）

当初は安価で粗悪という評価だったものの、相対的に安価な価格設定を維持しながらも品質向上に努め、その結果サンタフェが米国消費者満足度調査第1位に選定されたり、アゼラが最も魅力的な車としてJDパワーの賞を獲得する など一定の評価を得た。また販売奨励金や「キャッシュバック」、「10年10万マイル保証」（アメリカにおける特別保証）などのキャンペーンで販売台数を伸ばし、現代自動車は世界194の国と地域で販売される多国籍企業となった。
しかし、2006年にはストの影響で、国内・海外での月間販売台数が初めてGM大宇に抜かれた。中国市場でも傘下の起亜自動車と共に販売台数が減少、シェアを前年3位から6位にまで落とし、トヨタ、ホンダのほか、中国の独立資本系メーカーである奇瑞汽車にも追い抜かれることとなった。2007年にはウォン高による価格の高騰で在庫が増えていることや、労組のストライキによる損失、ゼネラルモーターズ（GM）等アメリカ自動車業界の価格引き下げ攻勢、トヨタを始めとする日本自動車業界による低価格車戦略により、北米などの市場でのシェアを奪われる形となった。10月には北米・アラバマ工場で、ソナタの在庫の大幅な急増に伴い初の操業停止による生産調整を行った。
その後、2007年にはアメリカ市場での累計販売台数が500万台を突破するまでに回復し、売上は過去最高となる30兆4890億ウォン（約3兆4000億円）を記録、営業利益は47 %増加、営業利益率も3年ぶりに6 %台を回復した。これにより、現代-起亜自動車グループ全体の販売台数は世界第5位、アジアの自動車メーカーではトヨタグループに次ぐ第2位の規模になった。デザイン改革においては、グループ全体として生産効率よりもデザインを優先することとし、起亜がアウディのチーフデザイナーだったペーター・シュライヤーを、現代がBMWのチーフデザイナーだったクリストファー・チャップマンをそれぞれ獲得し、両社のデザイン責任者に据えたことが影響している。流体の彫刻をコンセプトにしたデザインコンセプトが世界で受け、現代自動車グループの立役者となったペーター・シュライヤーは、2012年12月に起亜自動車社長兼現代自動車グループの最高デザイン責任者に就任した。
2009年1月 - 7月の米国市場では、業界全体の販売台数が32 %減と大幅に落ち込んだが、現代自動車は前年同期比7.9 %減に踏みとどまった。しかし2012年末以降、再びウォン高傾向とそれに反比例する日本での円安傾向、さらに後述する北米での燃費誇大表示問題等でブランドの信頼が揺らいだことや、海外市場で韓国車の競争力が低下したこともあり、2013年2月の韓国の国産車輸出は前年同月比15.1 %減となり、同時に北米市場でのシェアも9 %から7 %に低下した。稼ぎ頭である韓国国内市場においても、EUとのFTA締結のみならず、米韓FTAの発効に伴いアメリカで生産される日本車も関税が軽減（将来的に撤廃）されることとなったため、シェアも2012年の販売台数は114万台と前年比2 %減少した。一方で、日本車をはじめとする輸入車は販売台数を25 %伸ばしている。米韓FTAの恩恵を最も受けた車種と言えるトヨタ・カムリが、韓国への輸入車として初の2013年韓国カー・オブ・ザ・イヤーを受賞したことも、韓国国内での現代自動車の求心力の低下を物語っているといえる。さらに、2013年3月からは後述するとおり労働組合が『昼間連続2交代制』を実施し、生産効率の悪化だけでなくさらなる労使関係の悪化をも招くと予想され、同年4月3日には、現代自動車と起亜自動車がアメリカで販売した190万台以上の車両についてブレーキ灯とエアバッグの欠陥でリコールを行うことが報じられた。これは現代・起亜にとって最大規模のリコールであり、さらなるイメージ悪化は避けられないという見方もあり、現代自動車を取り巻く暗雲はしばらく晴れそうにないという見方もあった。
実際には、世界景気の復調に伴い、グループ全体での販売台数を、2009年の414万台から5年で800万台に到達させている他、近年のSUVブームの追い風を受け、ツーソンが世界販売SUV部門3位になる など、実際にはそれほどイメージ悪化によるダメージを受けているわけでは無い。しかし、依然としてディーラーがこぞってインセンティブ販売（値下げ）を行っており、収益性の悪化に伴い経営難に陥る可能性が潜んでいることはたびたび指摘されている。もっとも、北米は乗用車の新車はレンタカーの需要が極めて高い市場で、ビッグスリーを中心に同様に法人向けのインセンティブ販売が展開されているため、これは必ずしも現代自動車に限った問題ではない。
このように販売面では多くの不安の残る現代自動車だが、技術面での成長は継続しており、2009年にはジェネシスが、2012年にはエラントラが北米カー・オブ・ザ・イヤーを受賞している。2015年11月4日には、元々高級車の車名として使われていた「ジェネシス」を、上級車ブランドとしてヒュンダイブランドから独立させることを発表。併せて、ジェネシスを象徴する頭文字の「G」を名前の頭につけた新モデルを順次展開していく方針であることも発表された。これに伴い、現在のジェネシスは「G80」に、2017年下半期に新たに発表される中型セダンは「G70」と改名・命名された。また、追ってラグジュアリーSUVとスポーツクーペも加わり、2020年までに計6モデルが展開される。その一環として、まずは2015年12月9日に同社旗艦車種であるエクウスの後継車種にあたるジェネシス・EQ900（海外名：G90）を発表した。このジェネシスは世界カー・オブ・ザ・イヤーの最終選考にも残っている。また、同じく2015年にはスポーツモデルである『N』シリーズを立ち上げ、2017年に第一弾のi30 Nの投入を開始している。
環境関連技術では燃料電池車の開発に積極的で、2013年に燃料電池車仕様のツーソンのリース販売を開始。2018年には800km航続を可能とする量産燃料電池車のネッソを公開した。ハイブリッドではアイオニックがトヨタ・プリウスPHVを上回る燃費を叩きだしている。品質では、JDパワーの調査では新型車の初期不良に関してはまだ他社より多いが、全体的には日本車以上の評価を得ることも増えた。安全技術でも2017年にはアメリカで最も安全な車の基準「トップセーフティーピックプラス」を満たした車種の数でSUBARUを上回ってトップに立った。
2014年、競売に出された韓国電力公社の旧本社敷地を10兆ウォン超の価格で取得。2020年完成を目指して115階建ての本社ビルを建設中。
2018年9月、鄭夢九会長の息子である鄭義宣が現代自動車首席副会長に就任。高齢の父は、一線を退き鄭義宣が事実上の経営トップとなった。
2020年より、それまで世界各国で使用されていた呼称を現地読みの「ヒョンデ」に統一すると発表。日本では日本語の公式SNSアカウントが作成され、そこでの発表となった。
2020年12月23日から翌年1月7日まで、さらに2021年3月8日から数日間にわたり、牙山工場の操業を停止した。同工場で生産するソナタとグレンジャーの在庫が適正水準を超えたことによる措置。
2021年2月25日、新規開発された次世代EV用プラットフォームを採用した「アイオニック・5」を発表。この席で、現代自動車の第3の柱として、かつて販売していたハイブリッドカーの名を冠したEV専用ブランド「アイオニック」を立ちあげ、2020年代前半にアイオニック5の他に2車種を出す計画があることも同時に発表した。
2022年10月25日、アメリカジョージア州サバンナで電気自動車とバッテリーの工場を着工。
2022年11月15日、ヒョンデ・タインコン・ベトナムがニンビン省で第2工場を本格稼働した。

### 年表
- 1946年 - チョン・ジュヨン（鄭周永）が前身の現代自動車工業社を設立。
- 1967年12月 - 現代自動車を設立。
- 1968年 - フォード・モーターの協力の下、ノックダウン生産で初めての自動車フォードコルチナが製造された。
- 1975年 - 韓国初の国産車「ポニー」を発売。デザインはジウジアーロ、エンジンは三菱自動車製。
- 1984年 - 海外（カナダ）への輸出を開始。
- 1986年 - 排ガス基準をクリアし、アメリカでの販売を開始。
- 1996年 - インドに工場を設立。累計生産台数1000万台を突破。
- 1998年 - 経営破綻した起亜自動車を買収し経営統合。現代財閥が経営危機に陥る。WRC（世界ラリー選手権）に参戦開始。
- 2000年 - 現代財閥グループから分離。ダイムラー・クライスラーと資本提携。初の乗用車向けディーゼルエンジン・燃料電池車を開発。
- 2001年 - 日本法人「ヒュンダイモータージャパン株式会社」を設立。日本市場に本格的に進出開始。
- 2002年 - 日韓両国共催のFIFAワールドカップのオフィシャルパートナーになる。2006年のドイツ大会も同様。
- 2003年 - シーズン途中でWRCから撤退。ダイムラー・クライスラー、三菱自動車と合弁会社『グローバル・エンジン・アライアンス L.L.C.』設立。
- 2004年 - ダイムラー・クライスラーとの提携を解消。
- 2005年 - ユニクロとのコラボレーションでTシャツを日本で限定発売。
- 2006年 - 不正資金疑惑が発覚、チョン・モング（鄭夢九）会長らが逮捕される。ストによる生産停止の影響で、7月の月間販売台数でGM大宇に抜かれる。JDパワーの品質調査で3位を獲得。
- 2009年 - ジェネシスが北米カー・オブ・ザ・イヤー受賞。
- 2010年 - 販売不振により日本市場から撤退。販売済み乗用車のアフターサービスと、商用大型バスのユニバースの販売のみ継続。
- 2011年 - グループでの販売台数がGMに次ぐ世界第4位に浮上。
- 2012年 - 北米市場で燃費誇大表示問題が発覚し、集団訴訟を行う顧客が急増する。エラントラが北米カー・オブ・ザ・イヤー受賞。
- 2013年 - 北米市場で起亜自動車を含めて190万台という最大規模のリコールを発表。
- 2014年 - WRCに復帰。ラリー・ドイチェランドで初の総合優勝を果たす。
- 2015年 - 高級車ブランド「ジェネシス」と高性能モデル「N」シリーズ立ち上げ。
- 2020年 - それまでのヒュンダイの呼称を現地読みの「ヒョンデ」に世界全体で統一。日本語公式SNSアカウントが作成される。
- 2022年 - 日本市場に再参入。オンライン販売のみ、ZEV(ゼロ・エミッション・ビークル)のみの展開で参入。
- 2022年 - グループでの販売台数が世界3位に (トヨタグループ、フォルクスワーゲングループに次ぐ)

## CIの変遷

漢字体ロゴ (1974年 - 1990年10月25日)
ハングル字体ロゴ (1980年 - 1990年10月25日)
現行CI (1990年10月26日より)

## 現行車種一覧

### 韓国国内向け車種
セダン
- グレンジャー - 準大型セダン
- ソナタ - 中型セダン
- アバンテ - 準中型乗用車

SUV
- パリセード - 準大型SUV
- サンタフェ - 中型SUV
- ツーソン - 準中型SUV、日本名：JM
- コナ - 小型SUV
- ヴェニュー - 小型SUV
- ネッソ - 水素電気自動車（FCV）
- キャスパー - 軽SUV

ワゴン車
- ソラティ/H350 - 商用バンおよび商用トラック、ソラティは韓国名、H350は海外名
- スターリア - 多目的MPV

バス
- カウンティ - マイクロバス
- ユニバース - 大型バス
- エレクシティ - 電気バス

トラック
- ポーターII - 小型トラック
  - ポレスト - ポーターがベースのキャンピングカー
- マイティ - 準中型トラック
- パヴィス - 準大型トラック
- パワートラック - 大型トラック
- エクシエント - 大型トラック、トラゴの後継車種

### 韓国国外向け車種
- i10 - Aセグメント車
- i20 - Bセグメント車
- i30 - 準中型ハッチバック
- アクセント/ヴェルナ - サブコンパクトカー、ヴェルナは韓国名、アクセントは海外名
- サンタクルーズ - ツーソンがベースのピックアップトラック、北米市場専売車
- オーラ - 軽セダン、インド市場専売車
- HB20 - Bセグメント車、ブラジル市場専売車
- セレスタ - 小型セダン、中国市場専売車
- ミストラ - 中型セダン、中国市場専売車
- ラフェスタ - 中型セダン、中国市場専売車種
- クレタ/ix25 - Bセグメント車
- ix35 - 小型SUV、中国市場専売車
- クスト - 準大型ミニバン、中国市場専売車
- スターゲイザー - 小型ミニバン、東南アジア専売車
- バイヨン - Bセグメント車、欧州市場専売車
- アルカサール - クレタがベースのBセグメント車

### 日本導入車種
- アイオニック5
  - アイオニック5N
- コナ
  - コナ N Line
- ネッソ
- インスター
- ユニバース
- エレクシティタウン

## 旧来車種一覧
乗用車
- コーティナ - フォード・コーティナのノックダウン生産車
- 20M - フォード・タウヌス20Mのノックダウン生産車
- ポニー - 韓国初の国産乗用車、初代三菱・ランサーがベース
- グラナダ - フォード・グラナダのノックダウン生産車
- ステラ - 準中型車
- プレスト/ポニーエクセル - 小型セダン
- エクセル - 小型乗用車
- スクープ - スポーツクーペ
- エラントラ - 準中型車
- マルシャー - ソナタIIがベースのミディアムサルーン
- ティブロン/ティブロンタービュランス - スポーツクーペ
- ダイナスティ - 大型セダンおよびリムジン
- アトス - 軽自動車
- エクウス - フラッグシップモデル
- ベルナ - 小型セダン
- トスカーニ/クーペ - スポーツクーペ
- クリック/TB/ゲッツ - 小型ハッチバック、クリックは韓国名、TBおよびゲッツは海外名
- ジェネシスクーペ - スポーツクーペ
- ブルーオン - 電気自動車
- イオン - 軽自動車、インド市場専売車
- i40 - 中型車
- アスラン - 準大型セダン
- アトスプライム/サントロ - サントロはインド名、アトスプライムは海外名
- ジェネシス - 準大型セダン
- レイナ - サブコンパクトセダン、中国市場専売車
- ヴェロスター - 準中型ハッチバック[注釈 2]
- アイオニック - 準中型ハイブリッド車
- サントロ - Aセグメント車、新興国市場専売車

SUV/CUV/ワゴン車
- ギャロッパー - 初代三菱・パジェロのライセンス生産車、製造はグループ会社の現代精工（現・ヒュンダイモービス）
- サンタモ - 2代目三菱・シャリオのライセンス生産車、製造は現代精工（後のロテム、現・現代ロテム）
- スタレックス - ワゴン車
- トラジェXG - 多目的準大型ミニバン
- テラカン - 2代目三菱・パジェロがベースのボディー・オン・フレームの準大型SUV
- マトリックス/ラヴィータ - 小型MPV
- アントラージュ - キア・グランドカーニバル/セドナの兄弟車
- ベラクルーズ - 準大型SUV
- ix20 - 小型MPV
- マックスクルーズ - 3代目サンタフェがベースの準大型SUV

 トラック
- Dシリーズ - フォードとの提携で生産した中型および大型トラック
- HD1000 - 小型トラックおよびマイクロバス
- 大型トラック - 三菱ふそうトラック・バスとの技術提携で生産した準大型および大型トラック
- バイソン - 三菱ふそう・FKシリーズがベース
- スーパートラック - 準大型および大型トラック
- スーパー中型トラック - 中型トラック
- リベロ - 小型トラック
- メガトラック - 中型トラック
- トラゴ - 大型トラック
- 90A - 三菱ふそう・Fシリーズがベース
- 91A中型トラック - 初代三菱ふそう・ファイターがベース
- 91A - 三菱ふそう・ザ・グレートがベース

 バス 
- Rシリーズ - フォード・Rシリーズがベースの大型バス
- D0710 - フォード・Dシリーズがベースのマイクロバス
- O302 - メルセデス・ベンツとの技術提携でライセンス生産した高速バス
- O303 - メルセデス・ベンツとの技術提携でライセンス生産した高速バス
- HD - 準大型バス
- RB - 三菱ふそう・MP、MS系がベースの準大型および大型バス
- FB - 準大型バス
- エアロ - 大型バス
- グレース - 3代目三菱・デリカがベースのマイクロバス
- コーラス - マイティがベースのマイクロバス
- ブルーシティ - 準大型ハイブリッド路線バス
- エアロタウン - 三菱ふそう・エアロミディU-MK117/517がベースの中型バス
- グリーンシティ - ヒュンダイ・ニュースーパーエアロシティがベースの中型バス
- ニュースーパーエアロシティ - 大型バス
- ユニシティ - 準大型バス
- エアロシティ - 大型バス

## コンセプトカー
- ポニークーペ コンセプト（1974年）
- HCD-1（1992年）
- HCD-2（1993年）
- アセント コンセプト（1994年）
- HCD-3（1995年）
- FGV-1（1995年）
- ティブロン コンセプト（1996年）
- SLV（1997年）
- アバター コンセプト（1998年）
- ユーロ1（1998年）
- サンタフェ コンセプト（1999年）
- トゥッティ（1999年）
- FGV-II（1999年）
- ハイランド コンセプト（1999年）
- トラジェ コンセプト（1999年）
- ネオス（2000年）
- HCD-5（2000年）
- クリックス コンセプト（2001年）
- HCD-6（2001年）
- TB コンセプト（2001年）
- HIC コンセプト（2002年）
- HCD-7（2002年）
- クーペ・エアロコンセプト（2002年）
- OLV コンセプト（2003年）
- CSS コンセプト（2003年）
- Neos-2（2002年）
- E3（2004年）
- HCD-8（2004年）
- E-Cubed（2004年）
- HED-1（2005年）
- ポルティコ（2005年）
- Neos-3（2005年）
- アセントSR（2005年）
- HED-2 Genus（2006年）
- HCD-9（2006年）
- HCD-10 Hellion（2006年）
- Arnejs（2006年）
- カルマック（2007年）
- i-Blue（2007年）
- ジェネシス コンセプト（2007年）
- ジェネシス クーペ コンセプト（2007年）
- i-Mode（2008年）
- ブルーウィル（英語版）（2009年）
- ヌービス（2009年）
- iX-onic（2009年）
- iX-Metro（2009年）
- RB コンセプト（2010年）
- i-flow（2010年）
- カーブ コンセプト（2011年）
- ブルー2（2011年）
- i-oniq（英語版）（2012年）
- HND-9（2013年）
- HCD-14（2013年）
- ミストラ コンセプト（2013年）
- ix25 コンセプト（2014年）
- イントラード（2014年）
- パッソコルト（2014年）
- N 2025 ビジョン グランツーリスモ（2015年）
- サンタクルス（2015年）
- RN30（2016年）
- ヴェルナ コンセプト（2016年）
- FEフューエルセル コンセプト（2017年）
- ル・フィル ルージュ（2018年）
- カイト（2018年）
- 45 コンセプト（2019年）
- ビジョンT（2019年）
- プロフェシー（2020年）
- ヘリテージシリーズ グレンジャー（2021年）
- セブン コンセプト（2021年）
- タイガー（2021年）
- Nビジョン74（英語版）（2022年）
- RN22e（2022年）
- ムファサ アドベンチャー コンセプト（2023年）
- コナ ジェイドコンセプト（2023年）

## 世界市場での展開

### 日本市場

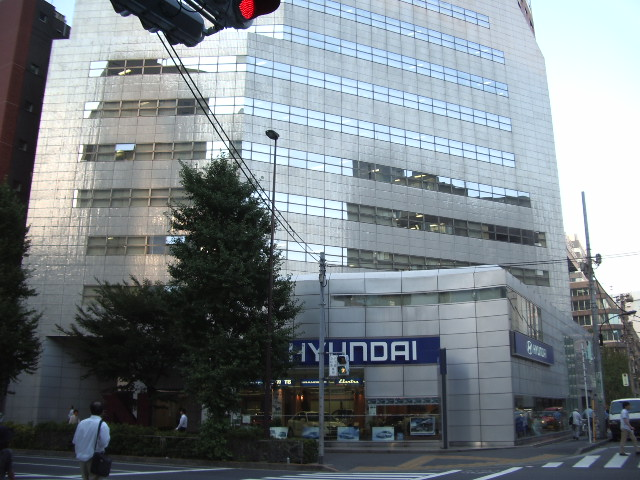
虎ノ門ショールーム
画像は第一回参入時、現存せず

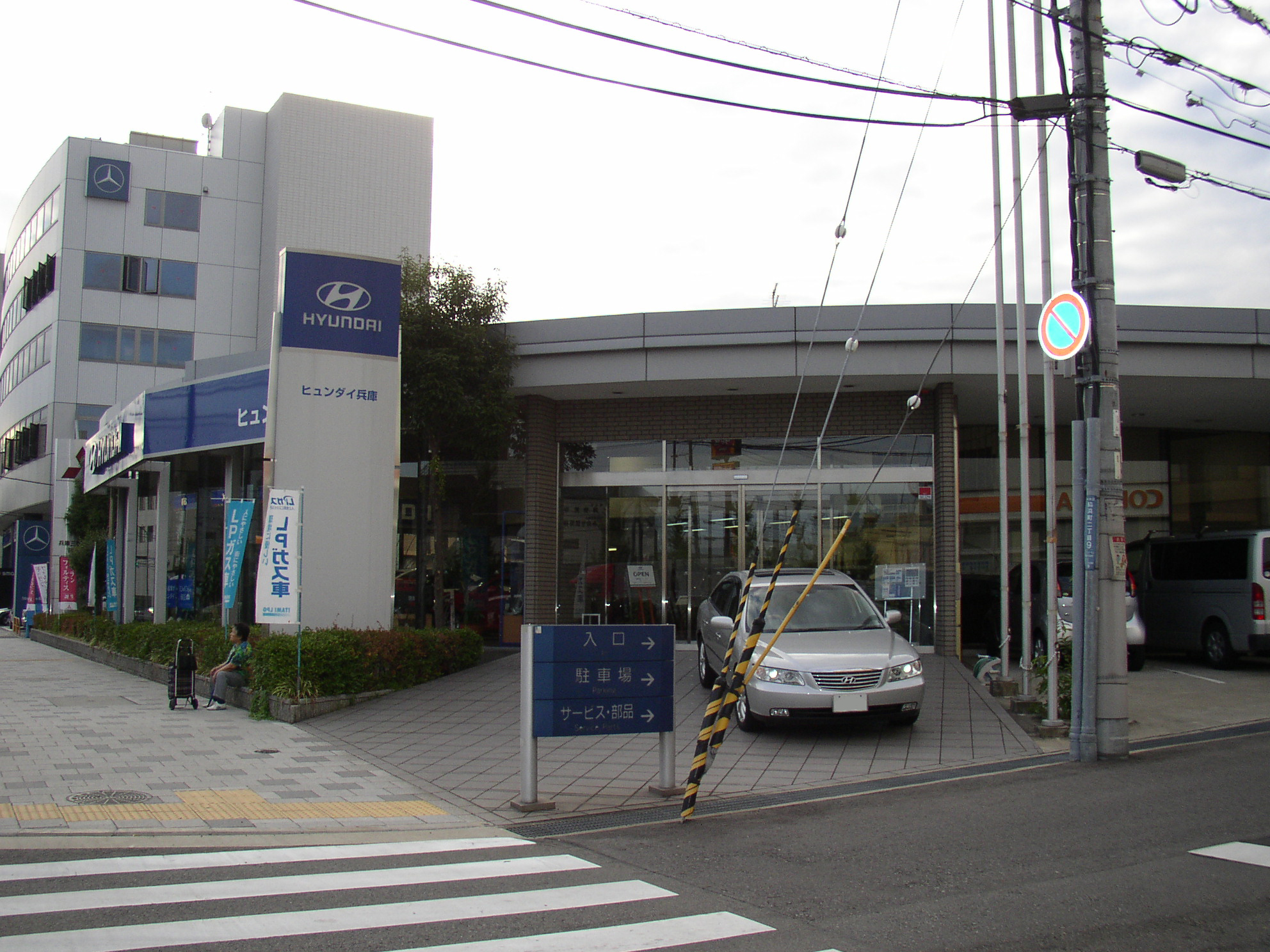
ヒュンダイ兵庫（神戸市）
画像は第一回参入時、現存せず

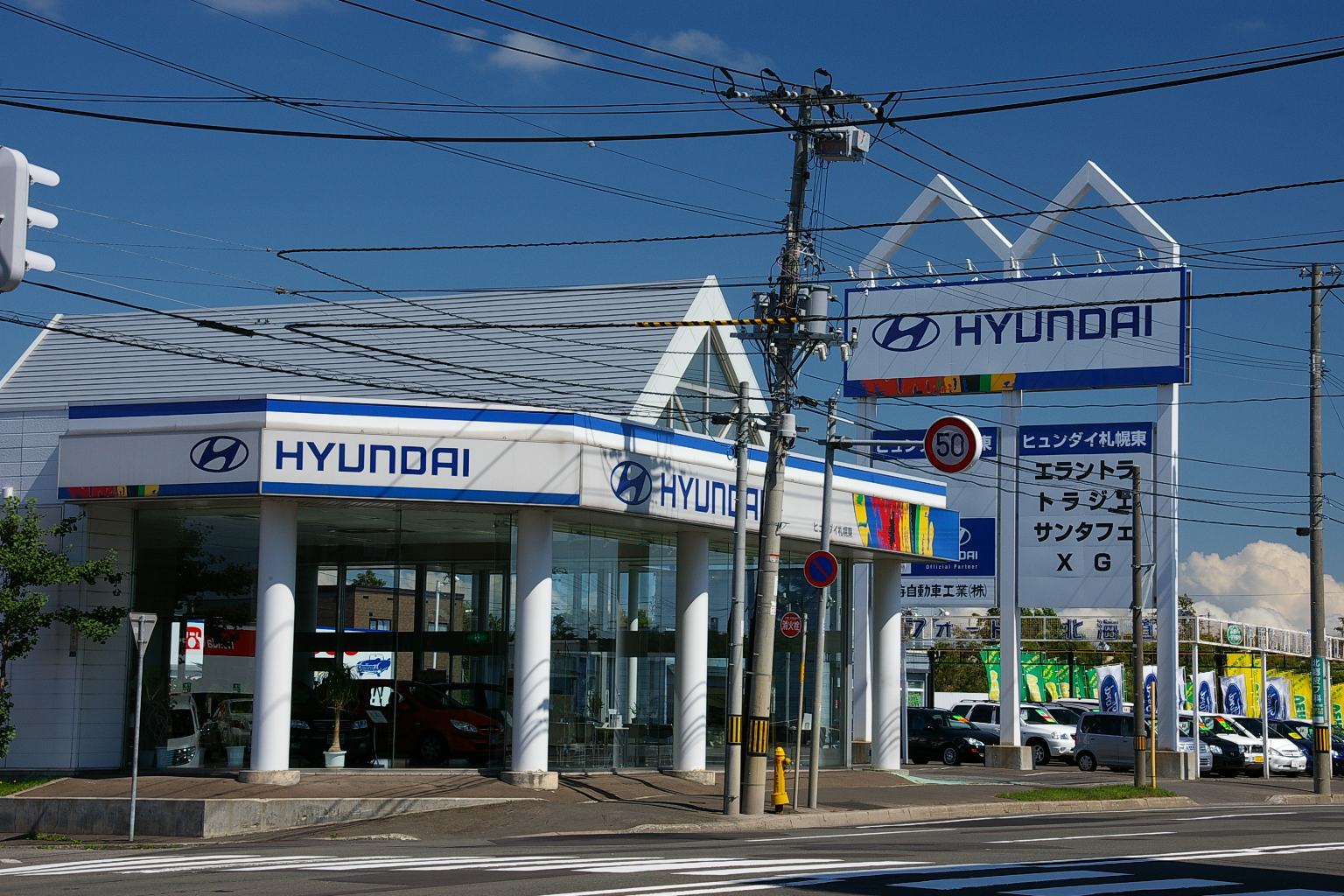
ヒュンダイ札幌東（札幌市）
画像は第一回参入時、現存せず

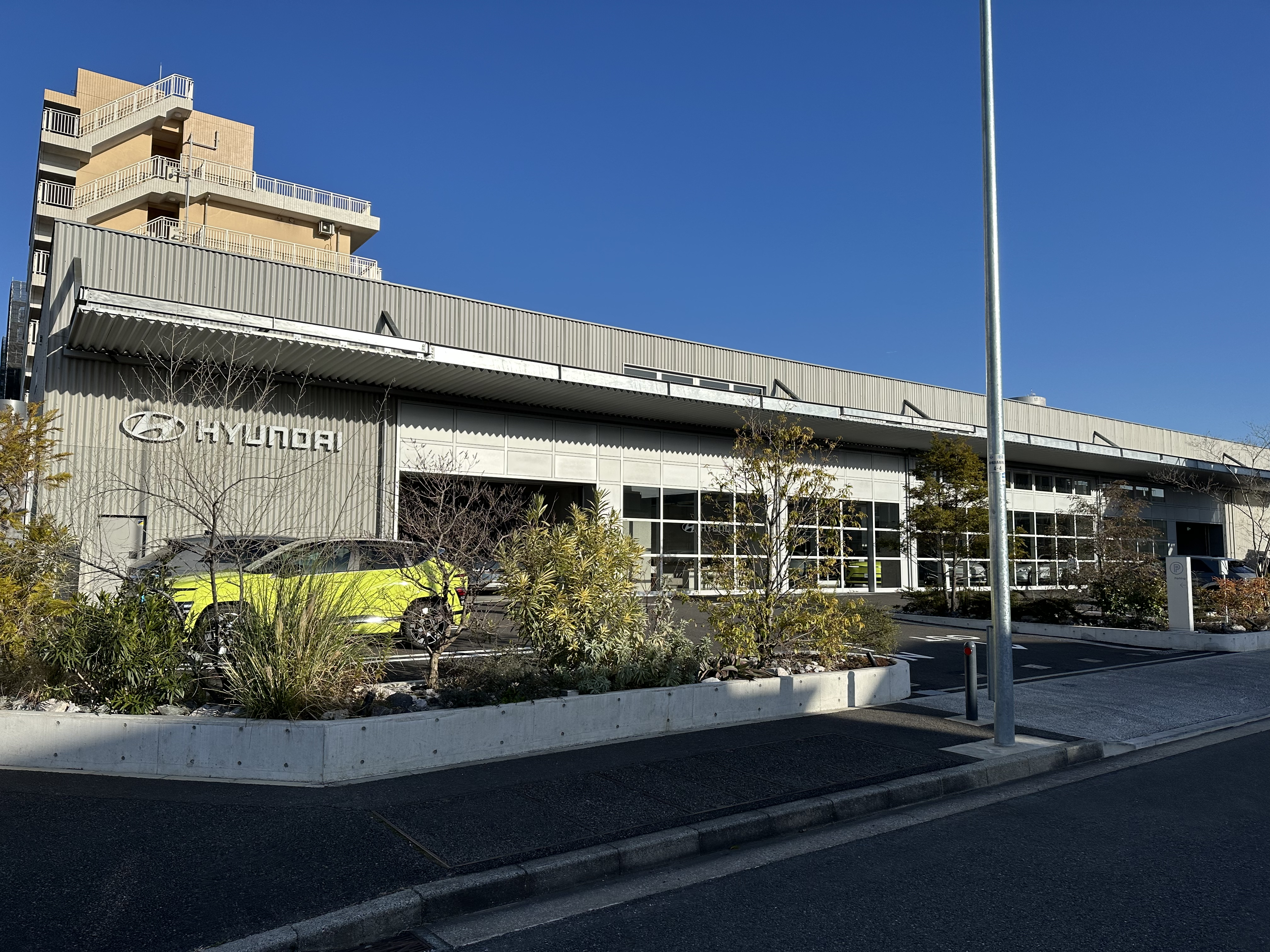
Hyundai Customer Experience Center 横浜（ヒョンデカスタマーエクスペリエンスセンター横浜、通称CXC横浜）

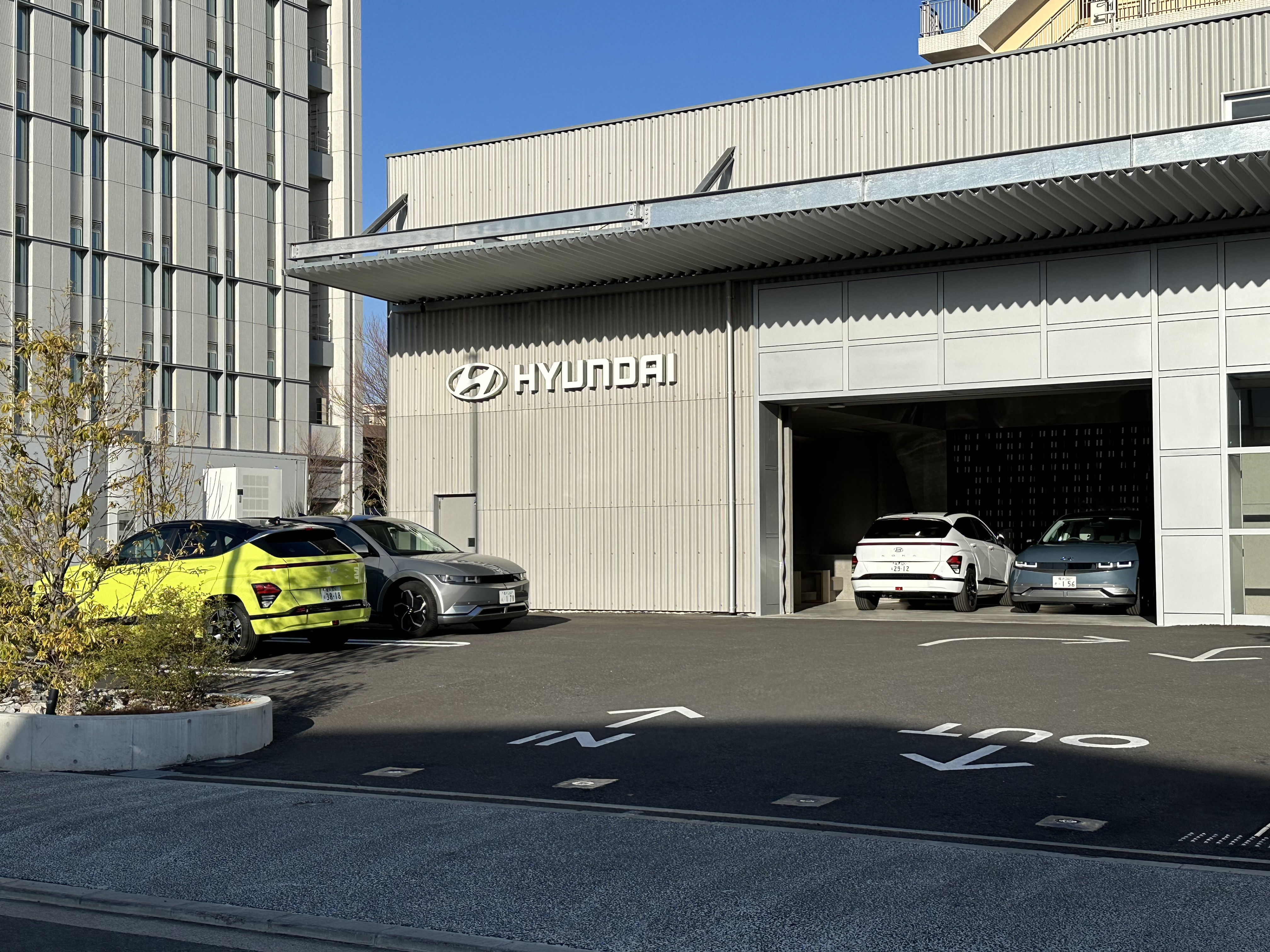
CXC横浜の入口と納車ルーム

日本市場へは2000年に日本法人現代自動車ジャパン（Hyundai Motor Japan）を設立し、2001年（平成13年）に参入、CMキャンペーンには小倉優子（XG）やペ・ヨンジュン（ソナタ）が出演した。また、社長を起用したCMも制作されている。CMでは、『ヒュンダイを知らないのは日本だけかもしれない。』といった挑発的なキャッチコピーが使われたほか、翌2002年（平成14年）にはFIFAワールドカップの公式スポンサーにもなっていたことから知名度を上げ、2004年には最大で2524台の登録台数を記録した。しかし、日本メーカーの層が極めて厚く、輸入車層もBMWやアウディ、メルセデス・ベンツやフォルクスワーゲン、ルノーなどといった欧州ブランドが台頭する日本市場においては、輸入車はブランドイメージや特徴的なデザインか、高品質や欧州基準の安全性などを重視して購入される事情があり、現代車は、日本市場において知名度やブランドイメージ、日韓関係の悪さや信頼性の低さ、アフターサービス面での不安があり、これらに連動したリセールバリューの薄さなどから敬遠され、上記のイメージ広告展開は功を奏さなかった。
2008年（平成20年）4月から、鉄鋼などの原材料価格の高騰を理由に、全車種平均で3.9%の値上げを実施した。この結果、グレンジャーとJMではそれぞれ14万7000円、TBでは5万2500円と、最高8.4％の値上げとなったが、月間販売台数が前年比で30%前後に落ち込んでいる状況下での値上げは、販売不振に拍車をかけた。また、乗用車・ソナタとエラントラについては、同年4月7日の時点で日本市場での販売取り止めが発表された。同年6月、経済連携協定締結交渉再開に向けて日韓両国政府が行った実務協議の中で、韓国政府側が日本の自動車販売網を「閉鎖的」と批判し、現代自動車などの販売拡大への協力を暗に求めた。また、現代を含む韓国メーカーの自動車が日本で売れないのは日本の市場が閉鎖的であるためとした。これに対し日本側は「販売の成否は企業努力にかかっている」と反論し、協議の進展は見られなかった。同年の年間登録台数は501台に留まり、ついに4桁にも達しない結果となったため、現代自動車は日本市場からの撤退を検討し始めた。実際に、同社の海外営業本部は日本市場に対する広告やマーケティング活動を中断し、2008年上半期には日本法人の従業員の半分がリストラされた。
2009年（平成21年）10月に千葉市の幕張メッセで開催された東京モーターショーでは、海外の自動車メーカーとしては唯一出展を予定していたが、直前になって出展を取り止めた。同年1～10月の販売台数は764台と低迷（同期間のバス販売は22台）しており、同年11月27日、日本での乗用車販売から撤退する方針が発表された。この後、全国の乗用車販売店は順次閉店され、翌2010年（平成22年）をもって日本での乗用車販売を正式に終了した。しかし、その後も販売済乗用車のアフターサービスと観光バス「ユニバース」の販売は継続し、2015年には年間100台の大台を突破している。その一方、千葉県印西市に設置していた研究開発拠点にて日本車の分解や分析を行い、その結果をもとにした自社製品の開発が行われていた。本研究開発拠点は、2013年頃に横浜市に移転した模様である。この他、ごく少数だが米韓両国からの並行輸入も行われている。
2020年6月、日本語版Twitterアカウントが開設され、2022年に燃料電池車（FCV）や電気自動車（EV）に特化して再参入することが発表された。2022年1月には、日本法人の社名をHyundai Mobility Japan株式会社（ヒョンデモビリティジャパンかぶしきがいしゃ）に変更。日本では英語表記の「Hyundai」から、ブランド・法人名両方の通称は「ヒュンダイ」だったが、2020年に「ヒョンデ」に統一したことに伴い、日本でも「ヒョンデ」に統一された。同年2月8日、アイオニック5とネッソの日本仕様を発売することを発表。5月よりオーダー受付、7月よりデリバリーを開始した。再進出にあたっては、正規ディーラー網を構築せずオンライン販売のみとし、アフターサービスは外部の協力整備工場会社と提携し、東名阪エリアからスタートし順次拡大する。また、個人間カーシェアリング事業を行う「DeNA SOMPO Mobility」と提携し、同社の個人間カーシェアリングサービス「Anyca（エニカ）」のレンタカー車両としてアイオニック５とネッソを計120台提供する。また、京都MKタクシーでは、アイオニック5を50台投入した。

2024年1月5日、韓国車メーカーとしては初めて東京オートサロンに出展。同月29日には愛知県豊橋市と電動車災害時派遣協定を結び、アイオニック5を市の公用車として寄贈した。2月27日には富山県舟橋村とも災害協定を締結している。
2024年末、既に販売している観光バス「ユニバース」に続き、日本では初となる路線バス車両として電気バス「エレクシティタウン（ELEC CITY TOWN）」を日本市場に導入することを発表する。

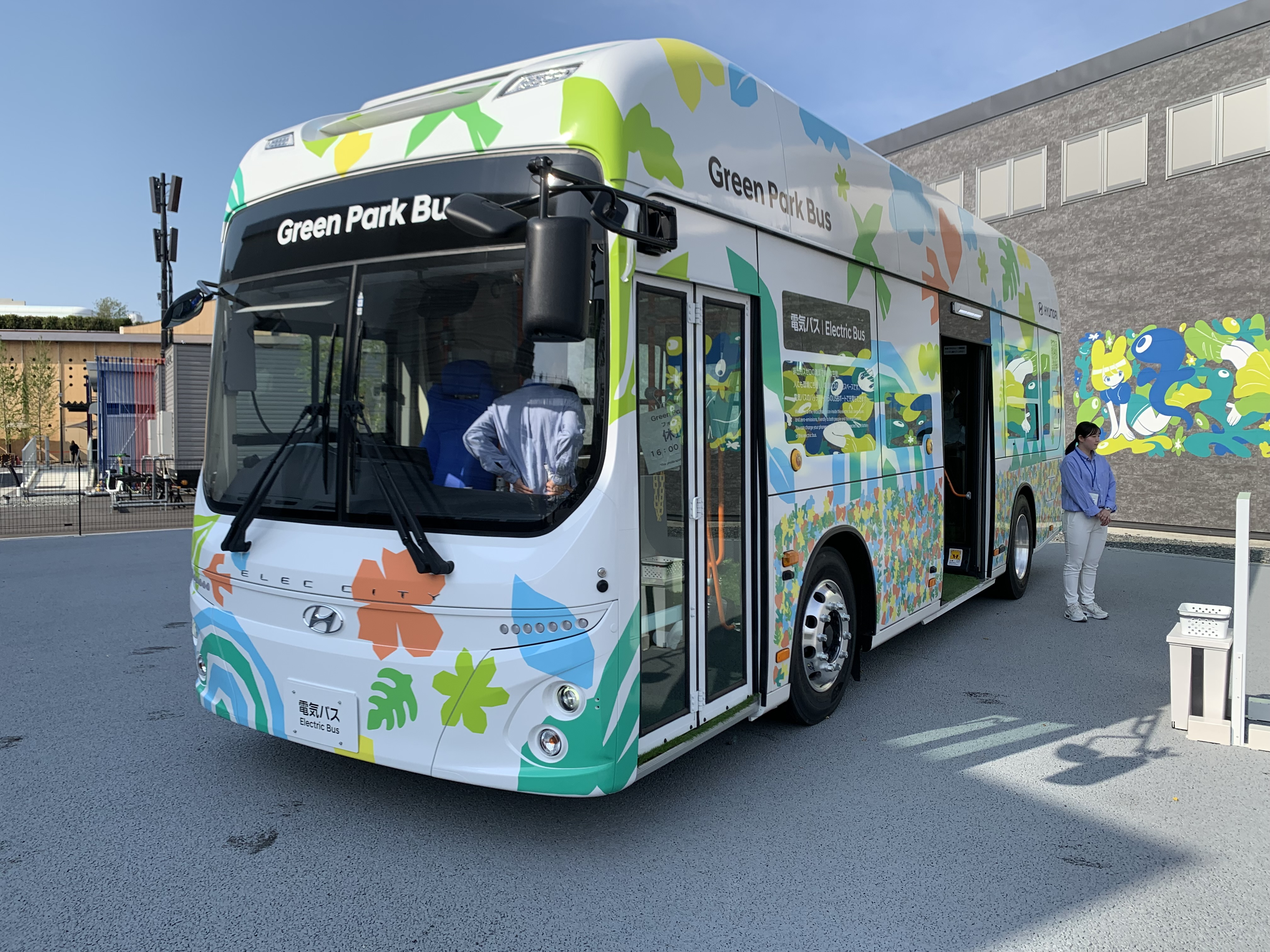
エレクシティタウン大阪・関西万博仕様「Green Park Bus」

2025年4月13日から開催の大阪・関西万博にて休憩所としてエレクシティタウンを展示。中には人工芝とスマートフォンの充電コードを用意し、運転席には座れるようになっている。

#### 新正規ディーラー網
再進出の当初はオンライン販売中心としていたが、2022年夏、実車展示・試乗・購入相談・メンテナンスができる、事実上の直営ディーラー「カスタマーエクスペリエンスセンター」を横浜市の新横浜地区で開店した。以降、「実車を展示してオンライン購入をサポートする」常設ショールーム・整備拠点「Hyundai Citystore」「Hyundai Mobility Lounge」を全国各地で徐々に開店し、2025年5月には大阪市心斎橋にも直営のカスタマーエクスペリエンスセンターを開設。2023年9月にはJネットレンタカーと提携を開始し、一部の店舗で試乗と納車が可能になった。2025年には三菱商事エネルギーと出光興産も提携に加わり、試乗拠点「Hyundai Driving Spot」を各地で開設。EVに特化した協力整備工場が全国に50個ほどある。これらの体制で事実上の新たな正規ディーラー網を構築している。

#### テレビ番組
- 日経スペシャル ガイアの夜明け 隣国からのビジネス戦士 〜日本と韓国の現場〜（2002年12月1日、テレビ東京）[70]

### 北米市場
アメリカ合衆国では、2008年に401742万ドルを売り上げたが、前述のとおり2012年末からはウォン高・円安のあおりや燃費誇大表示問題を受け、販売台数・利益ともに一時的に減少傾向した。しかし、その後はインセンティブ拡大などにより、2015年上半期は現代・起亜合計で682,102台と過去最高の2014年上半期の記録を更新した。シェアは8パーセント前後である。
2016年からは、自社高級ブランドとなるジェネシスを展開。ジェネシス・G80がヒットし、一時は中大型高級車市場で13%のシェアを獲得 したが売れ行きは持続せず、2018年の販売台数は、対前年度比で約半分にまで落ち込んだ。

### 中国市場
現代自動車は中国現地の北京汽車と合弁会社を設立して、北京現代汽車を中国で展開している。また起亜自動車は中国現地の江蘇悦達集団傘下の企業と合弁で江蘇悦達起亜汽車を設立している。現代自動車の発表によると、中国での2009年の目標販売台数は36万台。起亜の目標販売台数は18万5000台と発表された。
さらに2010年、四川南駿汽車集団と合弁で四川現代汽車を設立。トラック、バスなどの商用車の生産に乗り出した。
2017年、韓国内においてTHAADミサイル配備をきっかけに、中国国内で買い控えが発生。同年4〜6月期の販売は、対前年同期比で64％と大きく減少した。8月には部品サプライヤーへの支払いが滞り、5つの工場のうち4つの工場で一時的な生産中止を余儀なくされている。北京現代では、2016年の販売台数114万台を踏まえ、2017年販売目標を125万台としていた。2018年も販売不振は回復できず、各工場の稼働率は低迷。商用車を生産する四川現代汽車の工場でも稼働率は10%にとどまった。

### インド市場
インドの新車市場のシェアは2位である。i20などの新型車が販売を押し上げている。
2008年4月には現代自動車のi10が5冠を取り、インドの主なメディアや自動車評価団が表彰する最優秀賞を総なめにした。

### その他の地域
現代自動車は2008年、東欧地域で25万5900台、ロシアで19万1463台、中南米で18万9732台、中東で16万599台、アフリカで15万3993台を販売した。2007年には西欧（EU15+EFTA）で27万977台を販売している。
2021年12月、インドネシアで開かれるシェルパ会合に向けて、同社のコナ・エレクトリックとアイオニック・エレクトリックを各20台提供。2022年11月に開かれたG20ではジェネシス・G80の特別仕様車44台と、外交団や警備要員の送迎用に使われるジェネシス・G80普通仕様車を87台、インドネシア工場で生産したアイオニック5を262台提供した。

## モータースポーツ活動
00年代までのヒョンデのモータースポーツ活動は独立系のレーシングチームにマシン開発・チーム運営ともに委託する形で行われていたが、2013年ドイツのアルツェナウに完全子会社「ヒョンデ・モータースポーツ有限会社（Hyundai Motorsport GmbH、略称HMSG）」を設立して以降は自社で本格的にモータースポーツ事業を展開している。同社はヒョンデのワークス活動のみならず、世界中のプライベーターへのレーシングカーの販売・メンテナンスやドライバー育成（Hyundai Motorsport Driver Development Program、略称HMDP）も行っている。また2017年から発売されている高性能車ブランドのNは、モータースポーツ活動で得た知見や技術を注力しているとされている。

### ラリー

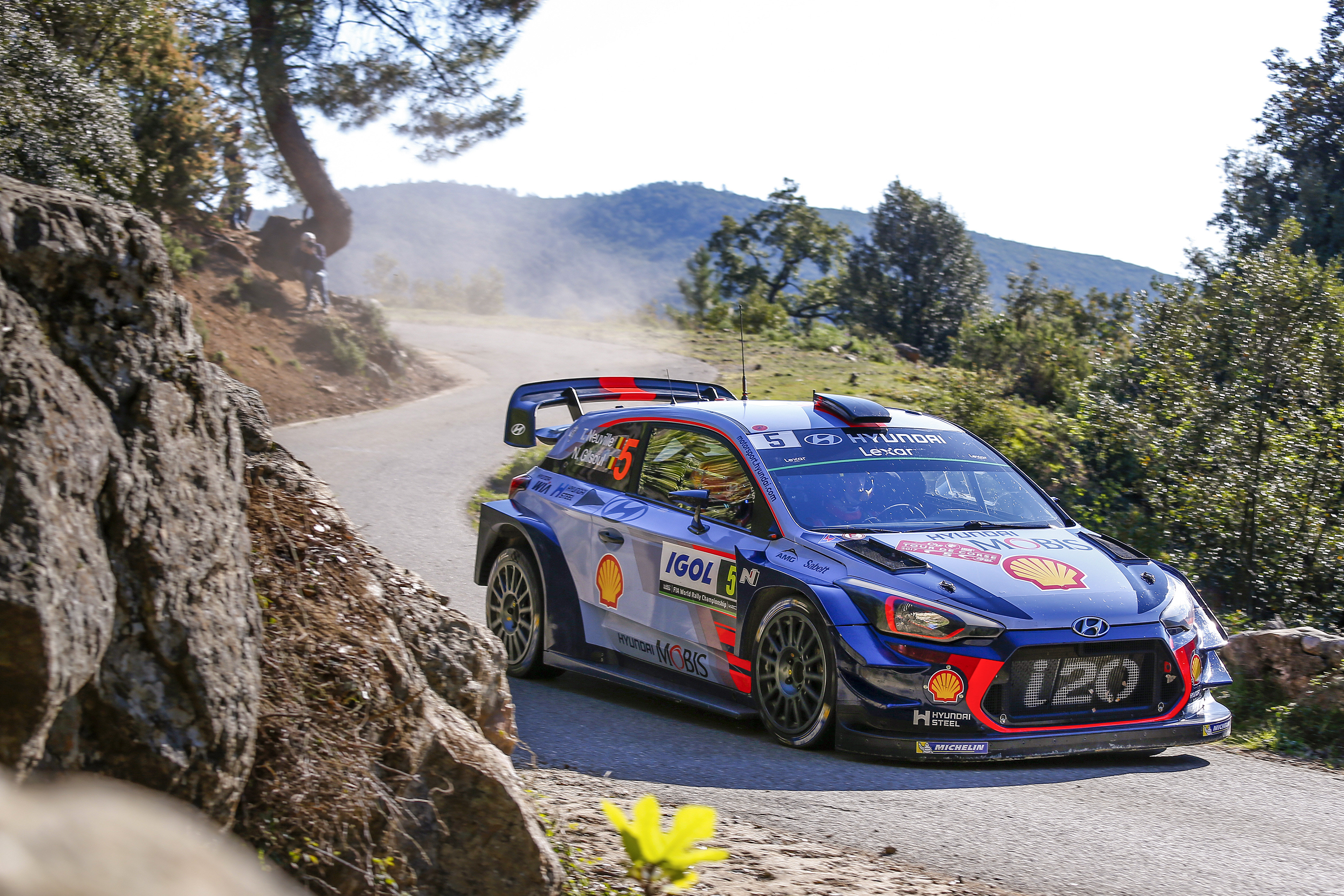
i20クーペWRC

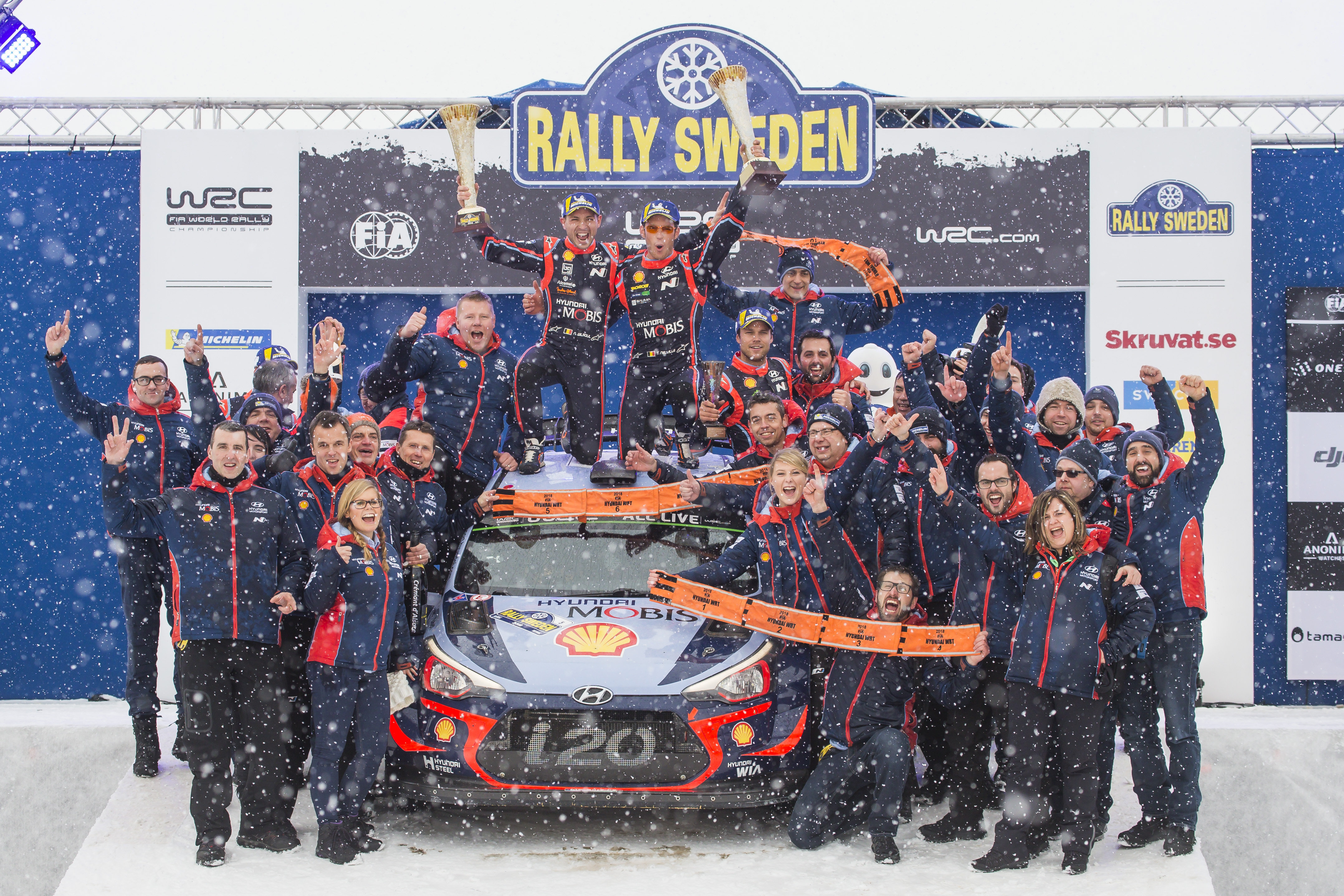
2018年ラリー・スウェーデンでの優勝

ヒョンデ車の国際ラリーへの参戦は、公式ではオーストラリアのウェイン・ベルが1991年から行っていたのが最初としている。
ワークスとしては1994年よりアジア・パシフィックラリー（APRC）にF2規定のエラントラを投入し、ラリー・オーストラリアではA7クラス1位を獲得した。翌1995年からはアバンテ（エラントラの二代目モデル以降の韓国名）・ティブロンのF2キットカーなどで参戦し幾つかのラリーで優勝を経験。1999年にはアリスター・マクレーとケネス・エリクソンが共にクーペのF2キットカーでAPRCの2リッタークラスチャンピオンを獲得（両者同点につきダブル王者）し、FIA（国際自動車連盟）の2リッターカップでもルノーに次ぐ年間2位につけた。
北米でもSCCA Proラリー（ラリーアメリカの前身）に、1995年からリブラ・レーシングを支援する形でエラントラやティブロン（クーペの北米名）を四輪駆動ターボ化して参戦し、2002年までの8年間で6度マニュファクチャラーズ王者となる強さを示した。
世界ラリー選手権（WRC）では英国の「モータースポーツデベロップメント（MSD）」にチーム運営を委託した上で、1998 - 1999年のクーペ・キットカーによるFIA2リッターカップ参戦を経て、2000年より最高峰クラスへ挑戦。ワールドラリーカー規定のアクセント WRCを投入した。しかし群雄割拠の中苦戦を強いられ、最高位は4位に留まった。年間ランキングでも、2002年のマニュファクチャラーズ選手権4位がやっとであった。
2003年に米国経済の悪化を理由にSCCA Proラリーからは撤退。浮いたリソースをWRCに回すかと思われたが、ヒョンデ本社が参戦継続の決定が遅れた影響でWRCの予算も大幅にカット。その結果従業員の解雇を迫られたMSDとの衝突により、シーズン途中で参戦終了となった。しかし全戦参戦が義務付けられているにもかかわらず、シーズン途中で撤退したことにより国際自動車連盟（FIA）から罰金100万米ドル（約1億600万円）を支払う命令が下されたが、この罰金をMSDと現代自動車のどちらが持つかが法廷で争われ、結局現代自動車が罰金の納付を確約させられた。
2006年X GAMESにおいて、ティブロンでラリー部門に参戦。5位に入っている。
2014年にWRCに復帰。トヨタやプジョーのWRCマシン開発にも携わったミシェル・ナンダンをチーム代表に据え、HMSGにてi20 WRCを開発した。デビュー年のラリー・ドイツではティエリー・ヌービルがヒョンデのWRC初勝利を記録した。以降2018年終了時点までで計10勝を挙げ、3年連続でドライバー/コドライバー/マニュファクチャラーズ部門それぞれで2位を獲得している。
2019年にチーム代表はアンドレア・アダモに交代し、往年の9年連続王者セバスチャン・ローブも加入。これが奏功し、アジア車メーカーとしては4例目、韓国車としては初となるマニュファクチャラーズチャンピオンに輝いた。2020年もドライバー・コドライバーは逃したが、マニュファクチャラーズ2連覇を達成している。
アダモが更迭された2022年以降もヒョンデ・i20 N ラリー1で参戦を継続している。同年末までで、ヒョンデの通算勝利数はアウディを上回る25に達している。2022年アクロポリス・ラリーでは1-2-3フィニッシュを決めて表彰台独占も達成した。
プライベーター向けとなるグループR5/Rally2規定のi20の販売も2017年から行っており、この車両を用いた若手ドライバー育成プログラム（HMDP）も発足。WRC2や地域選手権などに参戦している。またAPRCではi20 NをAP4規定の下に四輪駆動ターボ化しており、2022年にヘイデン・パッドンが総合王者を獲得している。

### ツーリングカー

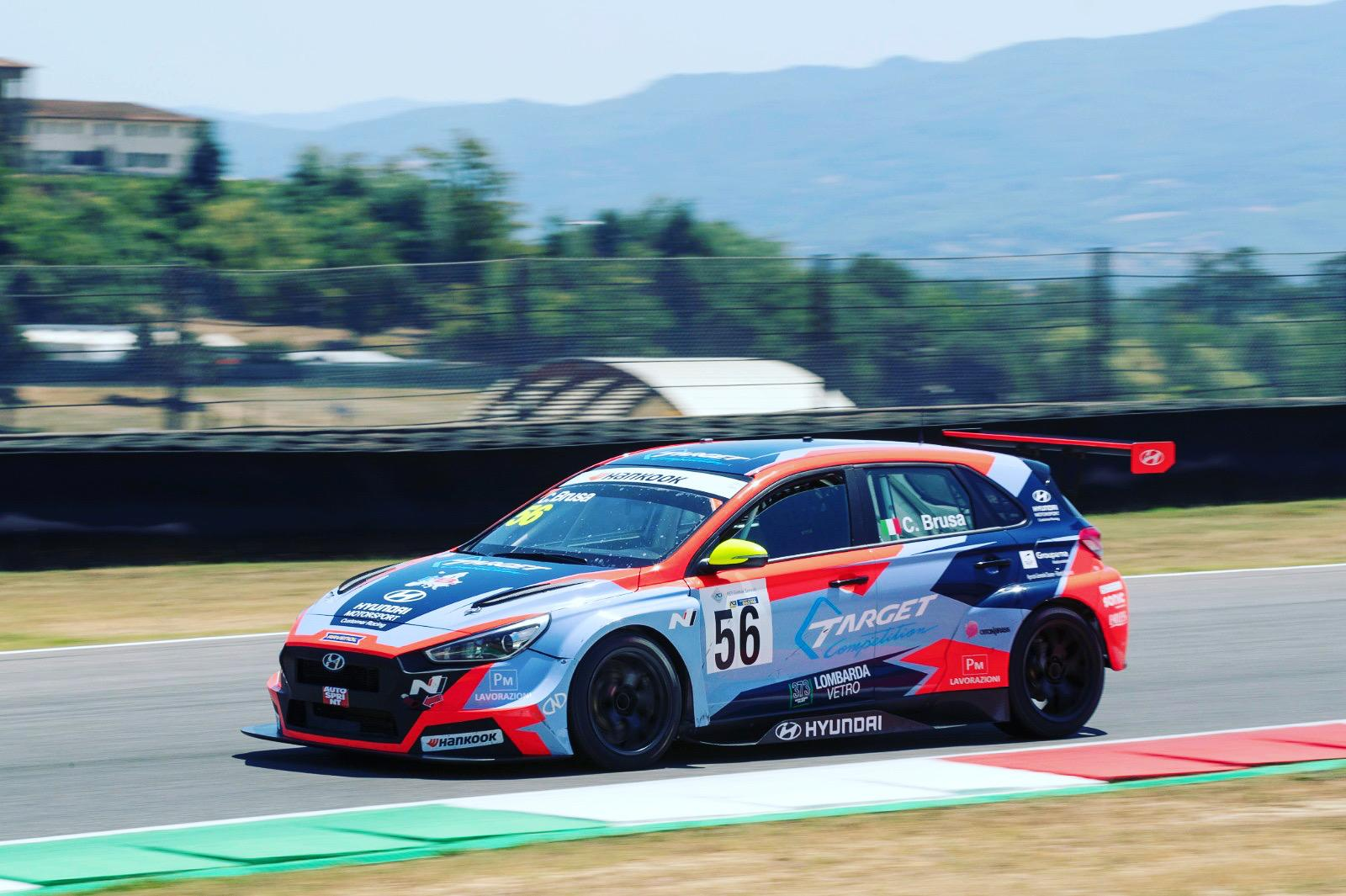
i30 N TCR（2022年）

2017年にTCR規定の「i30 N TCR」を開発し、TCRヨーロピアン・トロフィーでi30の開発ドライバーであるガブリエル・タルキーニがデビューウィンを飾った。2018年にはWTCC（世界ツーリングカー選手権）に代わり誕生したWTCR（世界ツーリングカーカップ）に、2チームがi30 N TCRでフル参戦。BRCレーシングのドライバーはタルキーニとノルベルト・ミケリス、イヴァン・ミュラーレーシングからはイヴァン・ミュラーとセッド・ビョークで、合わせて3人のWTCC王者が揃い踏みした。開幕戦モロッコのレース3で1-2-3を決め、一時はドライバーズランキング1 - 4位まで独占する圧倒的な速さを見せ続け、韓国車としては初となるFIAワールドカップのドライバー・チームチャンピオンを獲得した。i30 N TCRは北米のPWC（ピレリ・ワールド・チャレンジ）でも猛威を振るい、ブライアン・ハータ・オートスポーツがチャンピオンとなっている。2019年WTCRでも重いBoPを跳ね退けてミケリスがチャンピオンとなって、ヒョンデ勢がドライバーズ2連覇を果たした。
なお2019年には北米市場向けにヴェロスターNのTCR仕様も開発・投入している。2022年にはインディカーで脊椎を損傷し下半身不随となったロバート・ウィケンズのために、手のみで操作を完結できる特殊なヴェロスターを開発、彼のレース復帰後初の優勝の立役者となっている。
加えて2020年に開幕するTCRの電気自動車版である『ETCR』に向けてヴェロスターN ETCRも他社に先駆けて公開するなど、ラリーに劣らぬ積極的な姿勢をこの分野でも見せている。
ニュルブルクリンク24時間レースにも2013年から市販車のi30で参戦しており、2014年～2016年まで同クラスを3連覇した。2017年は排気量を1.6リッターから2.0リッターへと上げてSP3Tクラスへ戦場を移し、クラス4位で完走した。その後はTCRクラスに転じ、2023年はクラス1-2フィニッシュを決めた
2020年からはBTCC（英国ツーリングカー選手権）において、プライベーターのエクセラー8がi30ファストバックNパフォーマンスを採用する。エンジンは最初は運営が供給する共通エンジンであったが、2022年からヒョンデの市販車用エンジンをベースにしたものを新開発し、マニュファクチャラー（ワークス）登録の上で参戦。同年に初の優勝を飾り、最終戦でトム・イングラムがドライバーズ王者に輝いた。

### ラリークロス

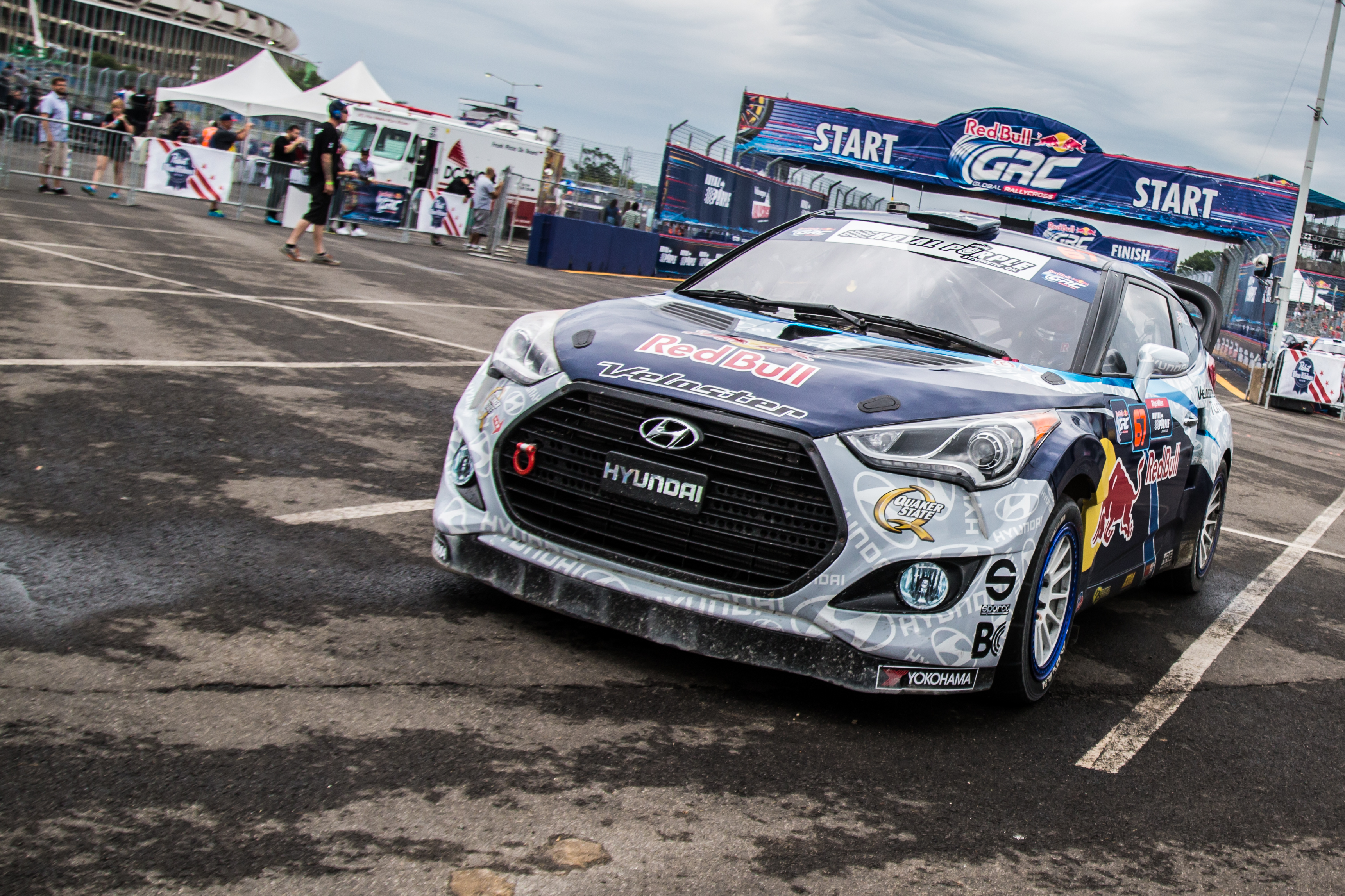
GRCのヴェロスター・ターボ

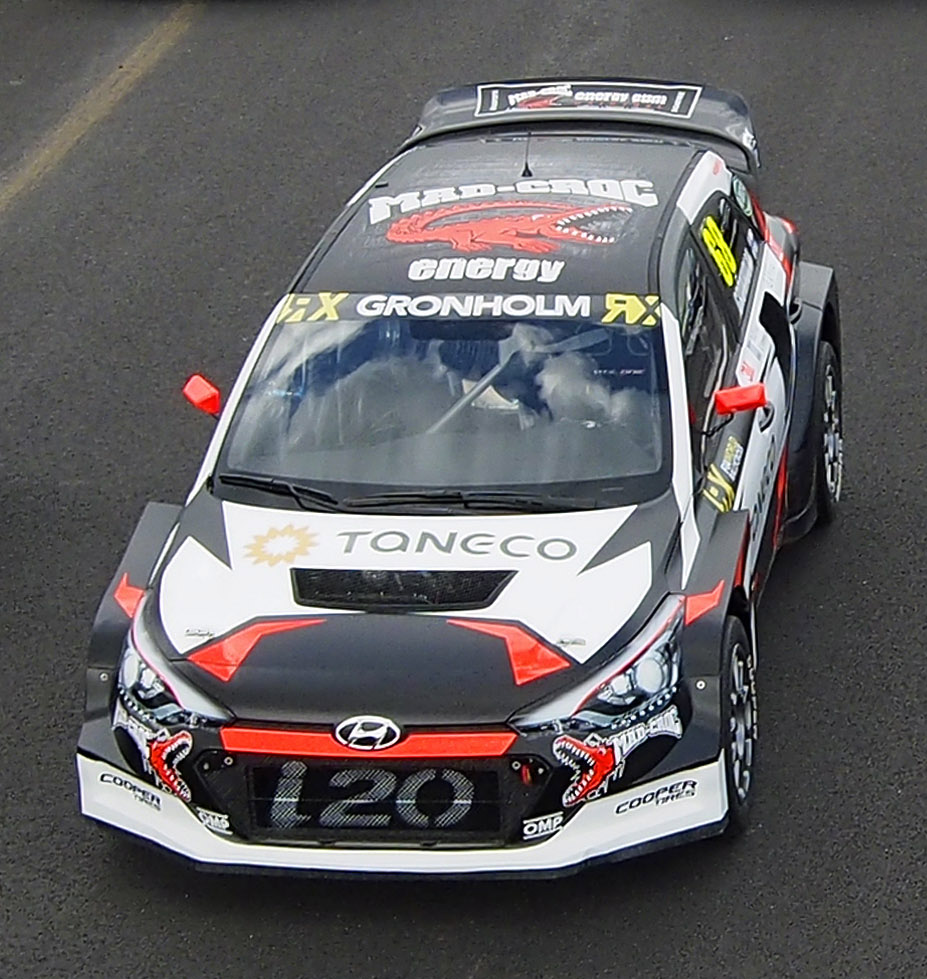
世界ラリークロスのi20 RXスーパーカー

ヒュンダイモーターアメリカは2012年にリース・ミレン・レーシングを支援してヴェロスターでGRC（レッドブル・グローバル・ラリークロス）に参戦。2度の優勝を飾っているが、2014年をもってワークス参戦からは撤退している。2015年以降はリース･ミレンが散発的にヴェロスターでスポット参戦している。
2018年にはWRC王者マーカス・グロンホルムが創設したチームのGRXが、ミシェル・ナンダンとのコネクションにより、型落ちのヒュンダイ・i20 WRCをベースとしたi20 RXスーパーカーを開発して世界ラリークロス選手権に挑戦。2019年のノルウェー戦ではマーカスの子ニクラス・グロンホルムのドライブでアジア車として同選手権初の総合優勝を飾り、最終戦も1-3フィニッシュを決めてチームランキングで年間2位の好成績を収めた。
2022年には欧州ラリークロス選手権で、北欧系チームのアントン・マルクランドがi20でチャンピオンを獲得した。

### パイクスピーク

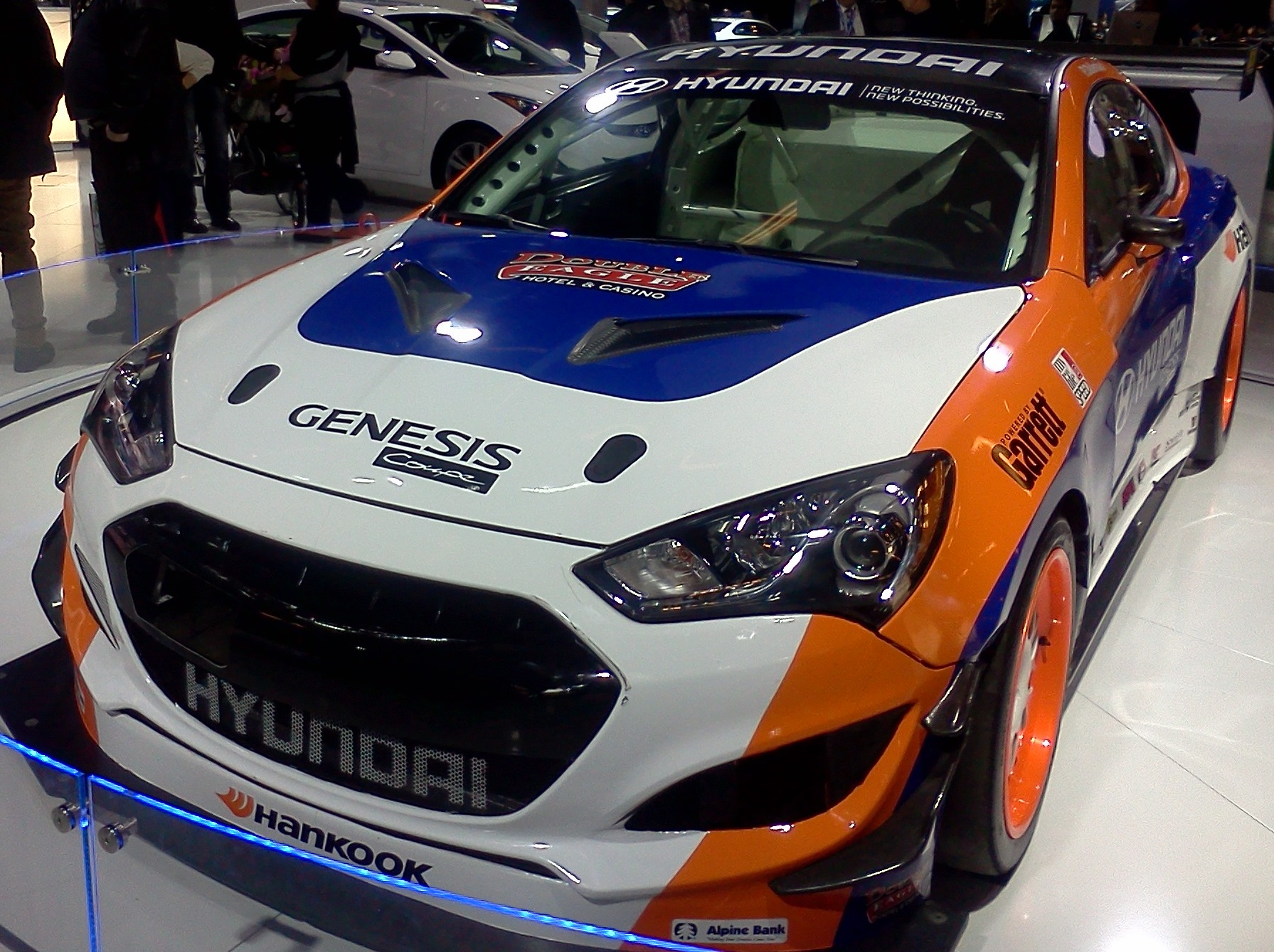
2014年パイクスピークのジェネシスクーペ

1992年に現代自動車の米国法人がスクープターボでパイクスピークに挑戦。ロッド・ミレンがステアリングを握り、2WD市販車部門クラス優勝と同クラス新記録更新を果たした。これが現在確認できる、最も古い国際レースでのヒュンダイ車の勝利である。その後もリブラ・レーシングを支援する形で参戦。2000年には鋼管フレーム化したマシンを用いる田嶋伸博たちのライバルを相手に市販車の骨格を用いた四輪駆動のティブロンを投じ、総合3位に入った。
21世紀に入り、ヒョンデはロッドの子リースが所有するリース・ミレン・レーシング（RMR）を支援してパイクスピーク・ヒルクライムに再び参戦。2009年にはレッドブルカラーのジェネシスクーペで市販車二輪駆動部門の新記録12:09.397を樹立してクラス優勝。
2010年からデイトナ・プロトタイプ（2005年式クロウフォード・DP03）をベースに4WDのジェネシス PM580を開発してアンリミテッドクラスから参戦し、2011年に総合2位、全面舗装路となった翌2012年にはタイムアタッククラスからハンコックタイヤを履いたジェネシスクーペでエントリーし、10分切りを達成した上でポルシェ・GT3 Rを破って総合優勝を掴んだ。2013年はPM580-Tとジェネシスクーペの2台体制で挑み、後者は2WDタイムアタッククラスの記録を更新した。しかし前者はヒョンデが支援を決定したのが本番半年前と遅く、開発期間とコストが足りず2WDのままの参戦となり、本番前にタイヤの問題も露呈。ヒョンデの10倍とも噂される資金を注ぎ込んだプジョー・208 T16とセバスチャン・ローブに50秒近い大差で敗れた。それでも3位に40秒差の総合2位で終えることができた。
2016年は前年覇者であるラトビアの「DRIVE eO」に、ミレンがスポンサー持ち込みを行い、マシンに「HYUNDAI」と「PROJECT IONIQ」のロゴが刻まれた。ミレンはこのマシンでEVクラスのコースレコードを更新（8分57秒118）してクラス優勝した。
2017年にミレンは2012年式ジェネシスクーペでタイムアタッククラスに復帰し、2012年の1秒落ちとなるタイムでクラス優勝を飾っている。

### スポーツカーレース
2024年9月、現代自動車はジェネシスの名を使用し、LMDh規定で製作された車両でレースに参戦する事を発表した。世界ラリー選手権、TCRと同様の柱とするとしている。

### Hyundai N Festival
2018年より韓国国内で開催されているワンメイクレースシリーズで、韓国国内最高峰のアマチュアレースとしている。
N3(アバンテNライン)･N2(ヴァロスターN)･N1(アバンテNワンメイクレース仕様)の3クラスで競われるレースで、原則として無改造ではあるが、サーキット走行初心者向けのN3クラス･タイムトライアルのみエンジンやブレーキの一部チューニングが許可されている。
N3･N2クラスでは市販されている車両に後付けでワンメイクレース用の改造(ロールケージ等)を現代自動車ディーラーやレースチームで行い、改造申請が通ることではじめて参加が可能となる。
一方最高峰とされるN1クラスではアバンテNをベースとしたワンメイクレース用の車が販売されており、コレを購入する事で参加が可能となる。
2024年からは、アイオニック5Nのワンメイク仕様を使ったeN1クラスも開催される。代わりに、アバンテNラインとヴェロスターNのクラスが無くなった。

### その他

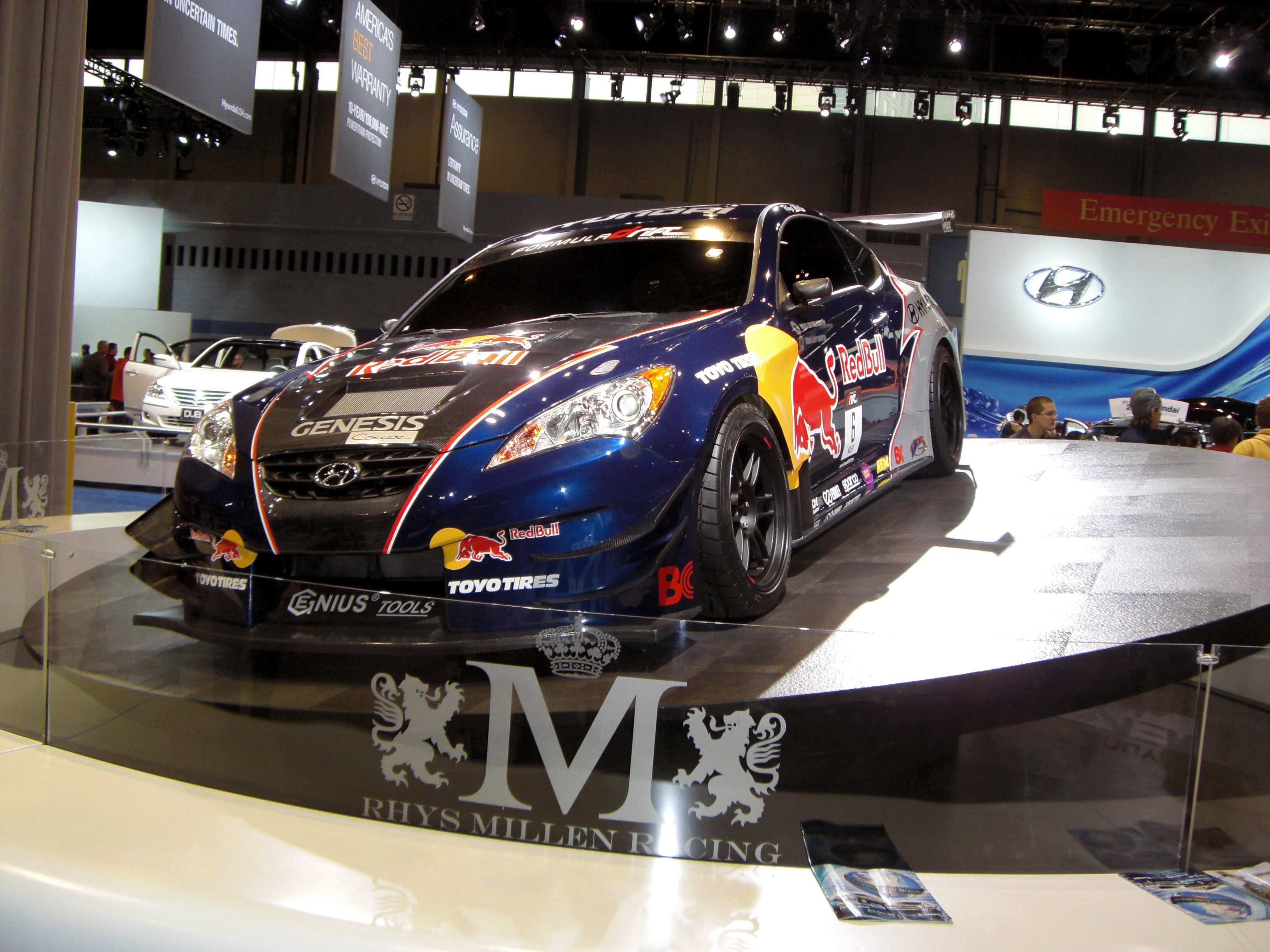
2009年フォーミュラ・ドリフト仕様のジェネシスクーペ。後にこの車両はこの仕様のままパイクスピークヒルクライムにも参戦する。

リース・ミレン・レーシングはドリフト仕様にカスタムされた、レッドブルカラーのジェネシスクーペでフォーミュラ・ドリフトにも出場していた。
2019年からWSBK（スーパーバイク世界選手権）に、HMSGが開発したi30ファストバックNのセーフティカーやコナ・ツーソンのメディカルカーを供給している。
かつてインドではフォーミュラLGBにエンジン供給を行っていた。
韓国では国内最高峰であるSUPERRACE CHAMPIONSHIPで使用される車種メーカーの大半を占める。また、シーズンによってはワンメイクレースも開催されており、その際は協賛企業として出資していた事もある。
ヒョンデ創立50周年の2017年には、FCVハイパーカーのN 2025のティザー映像を公開し、ゲーム『グランツーリスモ6』に収録されているが、実車としては存在しない。

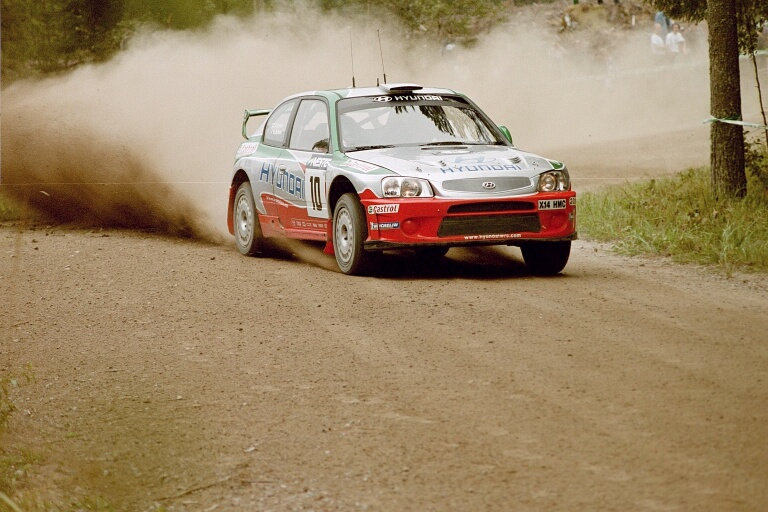
アクセントWRC（2001年）
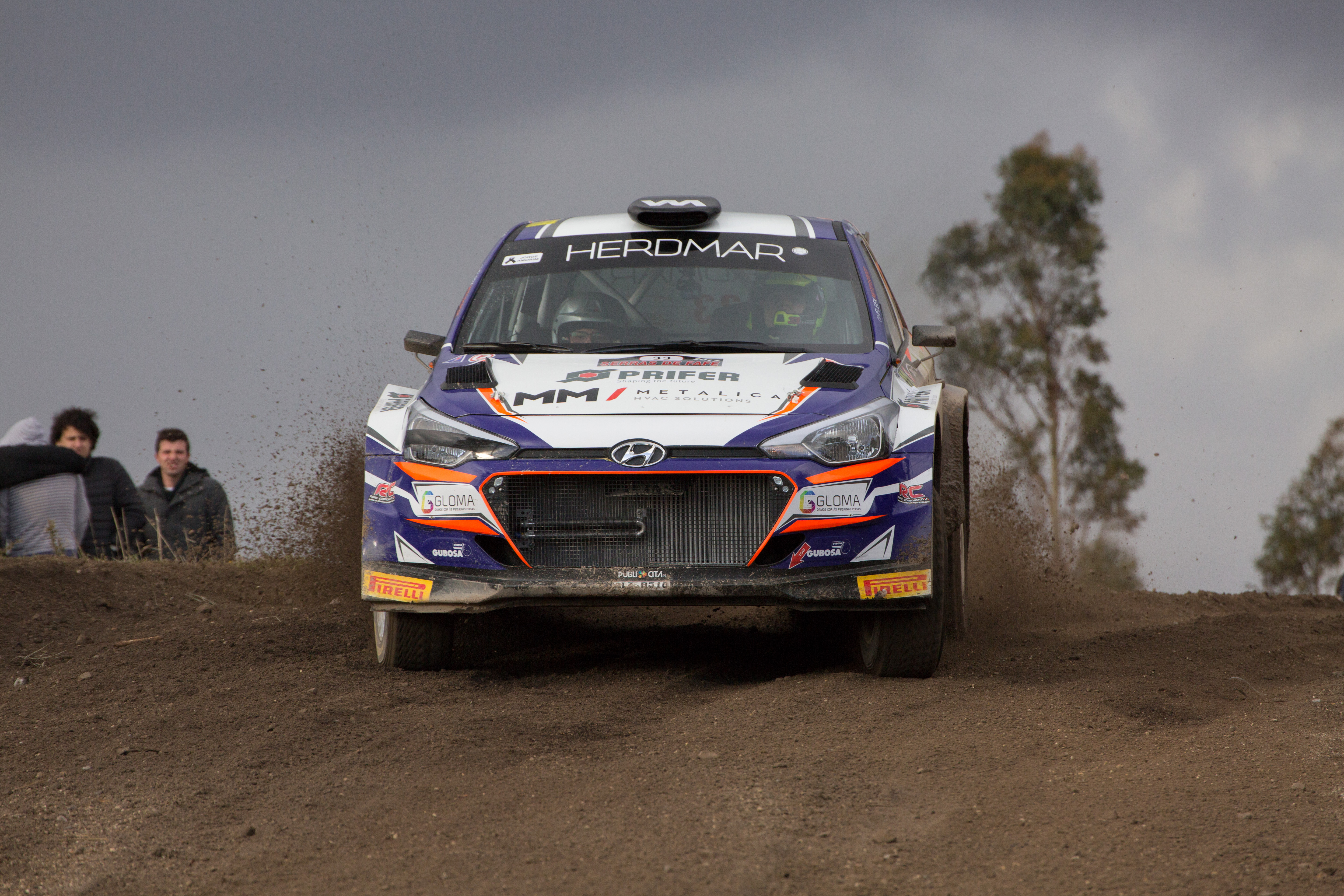
i20 R5（2017年）
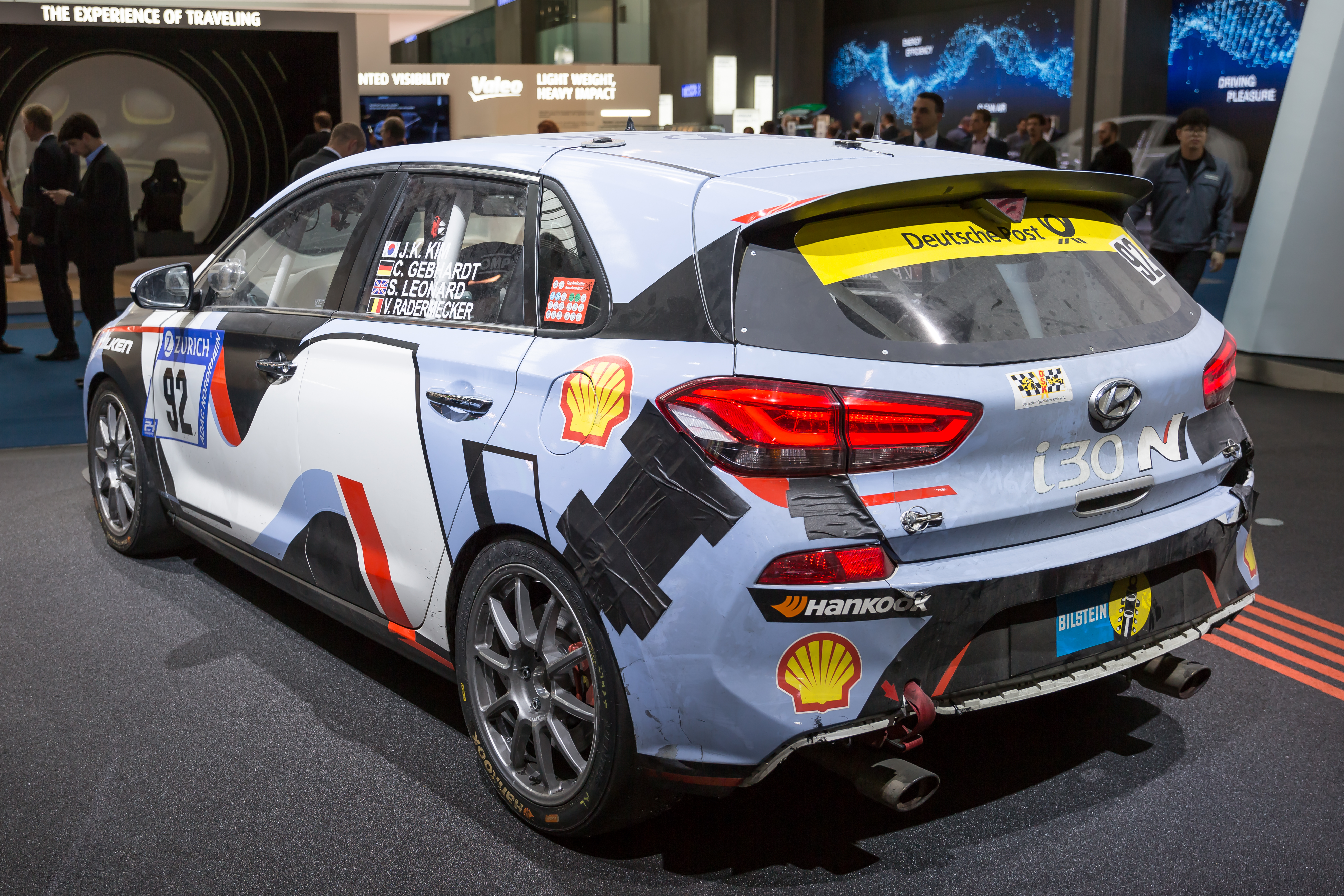
ニュル24時間仕様のi30 N（2017年）
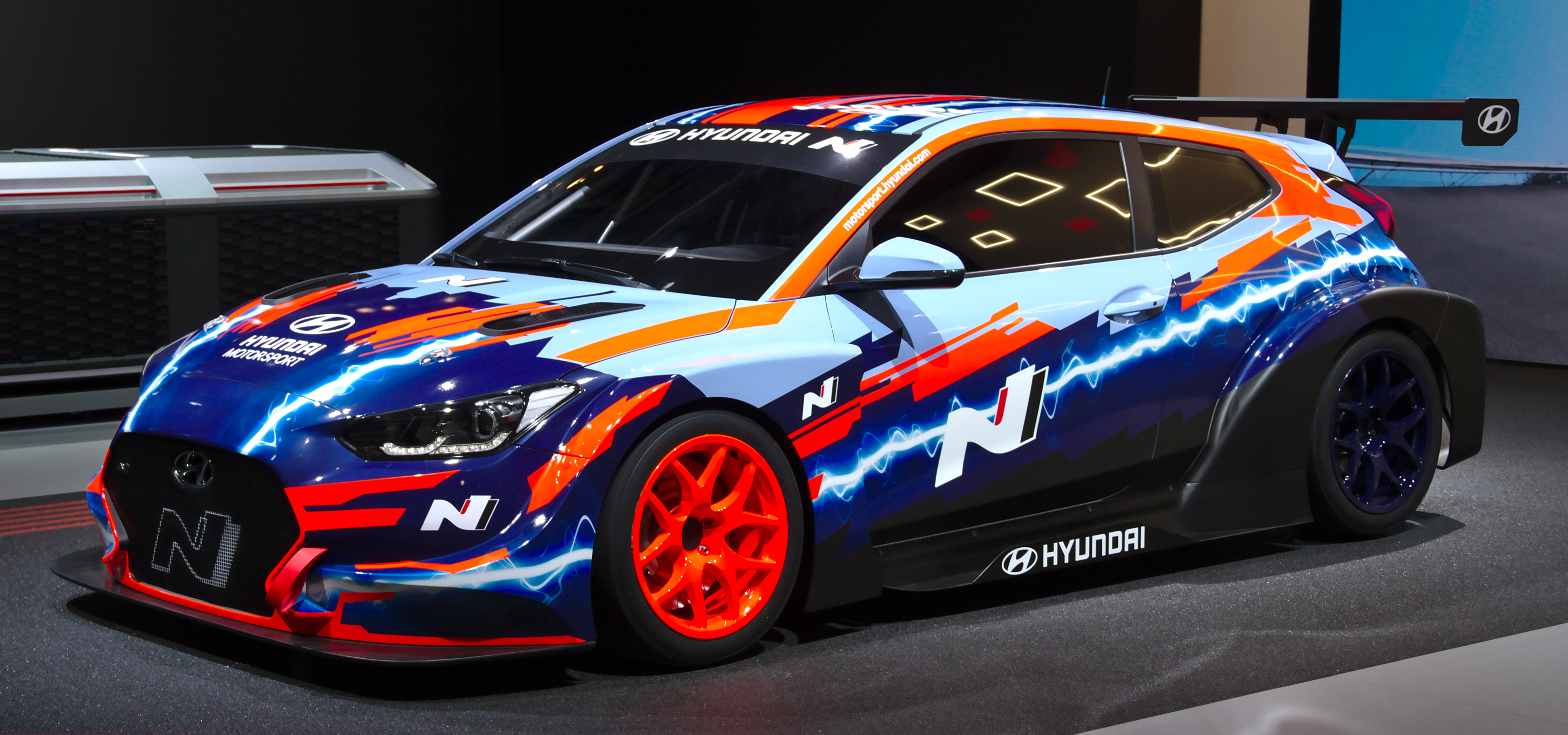
eTCR仕様のヴェロスター N（2019年）
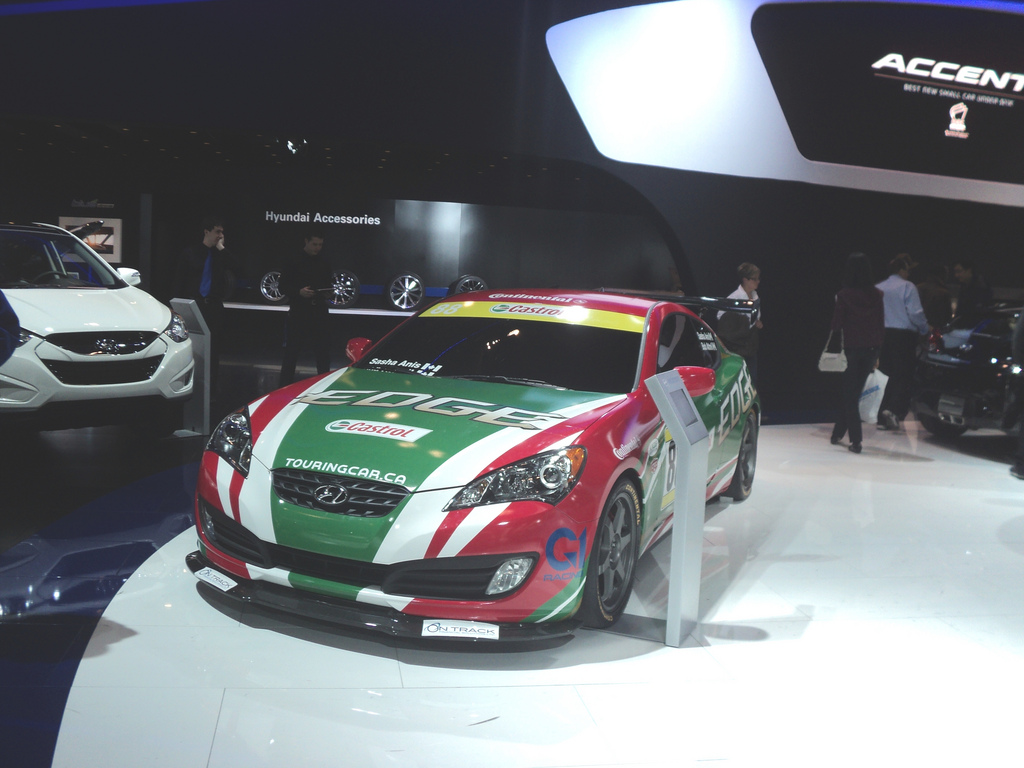
カナダツーリングカー選手権のジェネシスクーペ（2010年）
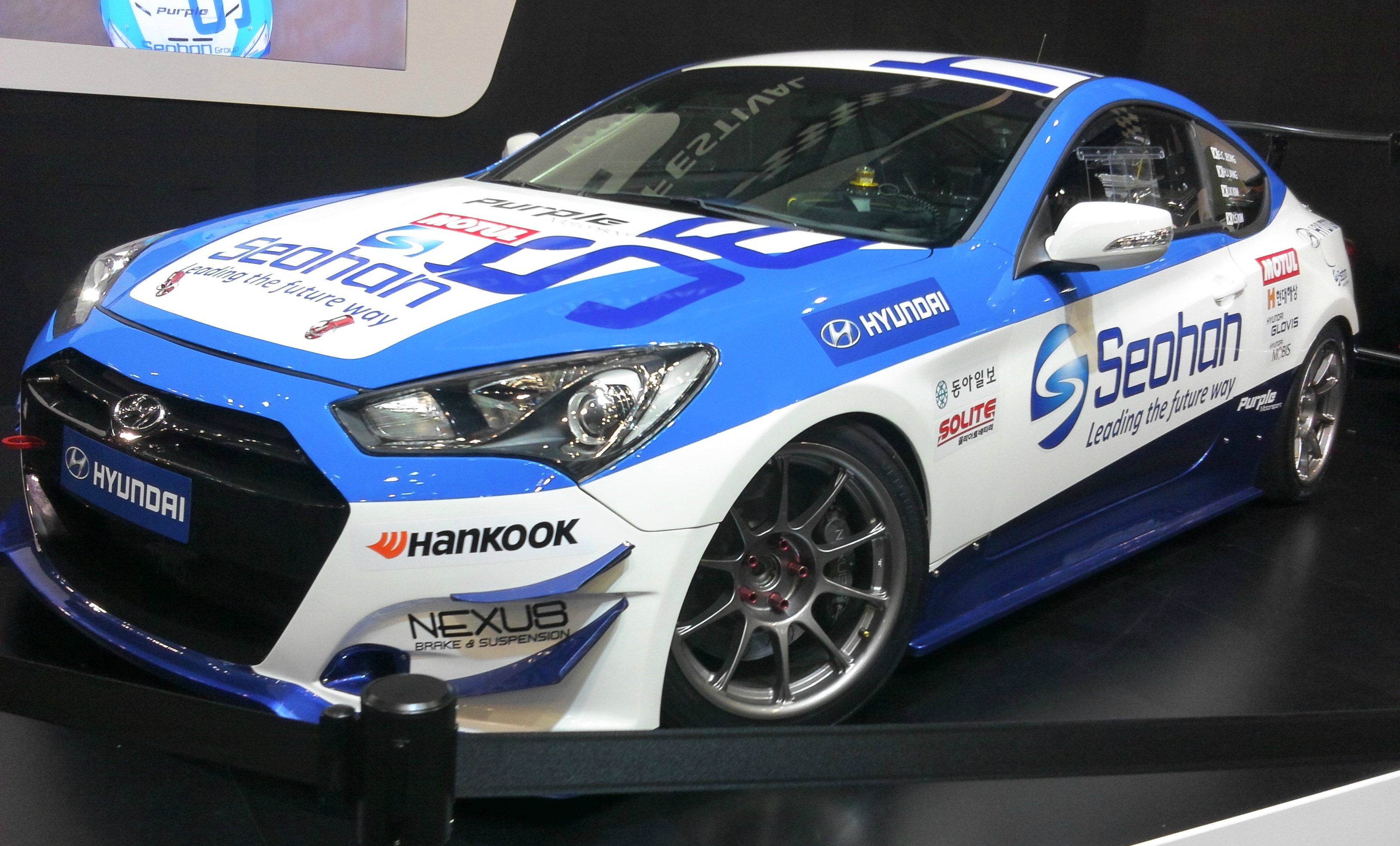
韓国内レース用ジェネシスクーペ（2013年）
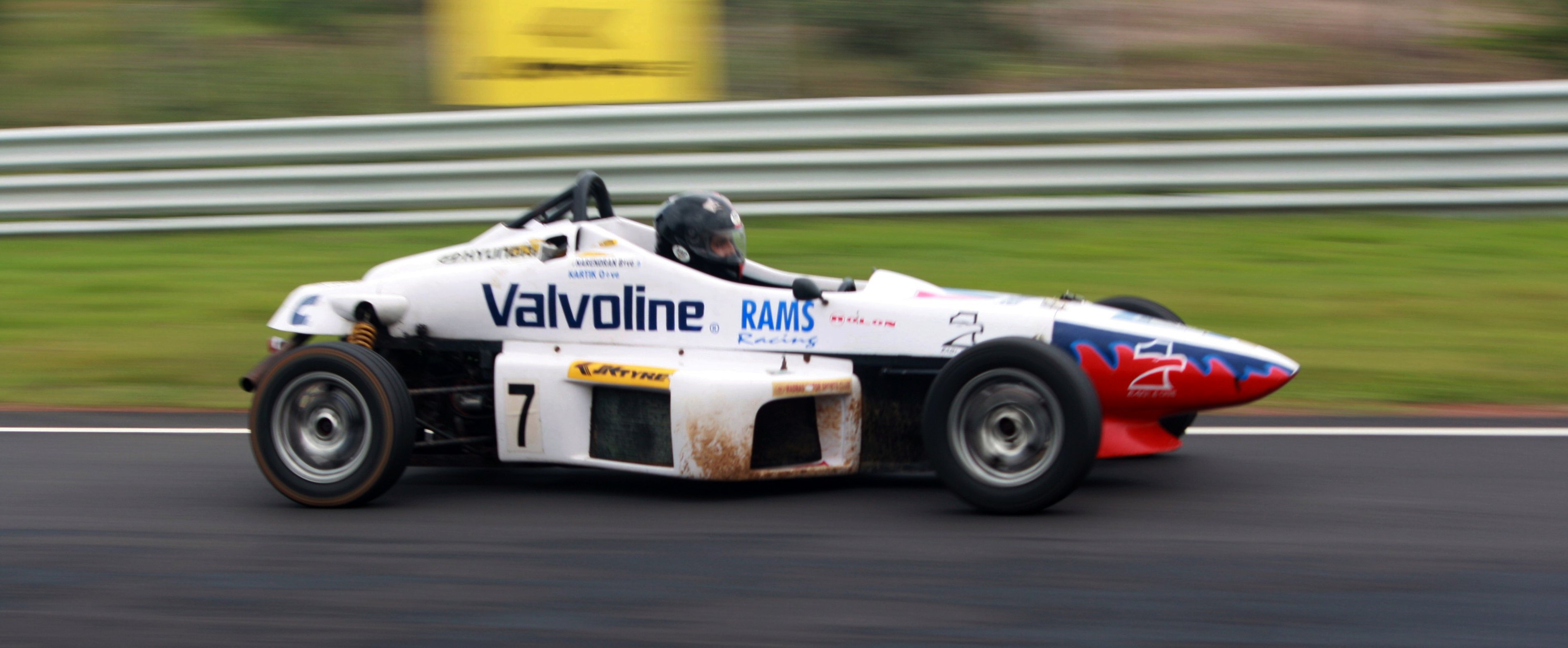
インドのフォーミュラLGB（2008年）
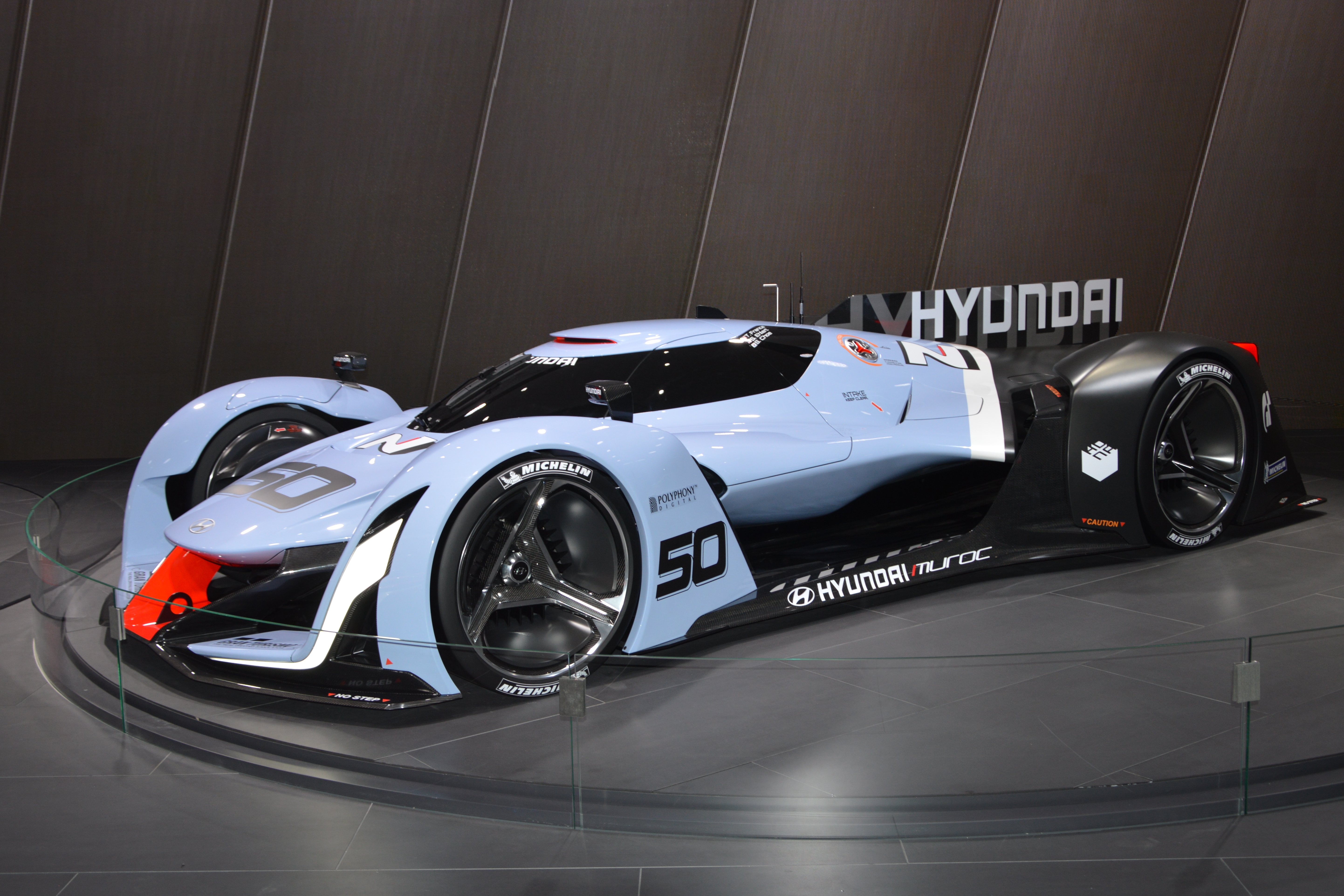
ヒュンダイ・N 2025（実車無し）

## サッカー界との関わり
韓国・Kリーグに所属する全北現代モータースのオーナー企業であり、更にはPFC CSKAモスクワ、アトレティコ・マドリード、ヘルタ・ベルリンといったヨーロッパの有名クラブチームのユニフォームスポンサーも務めている。
また、オーストラリア・Aリーグのリーグスポンサー、2002 FIFAワールドカップ、チェルシーFC、ASローマの公式スポンサーをかつて務めていた。

## 疑惑と問題

### エンジン欠陥と内部告発
2016年、現代自動車で20年以上エンジニアとして勤めている部長が、現代と起亜の両自動車会社がシータ2エンジンが凍り付いたり火が付く欠陥がある事を認知していながら、このエンジンを搭載した100万台以上の車両に対してリコールなどの適切な措置を取っていないとして、米国運輸省道路交通安全局（NHTSA）と韓国政府に内部告発した。NHTSAの調査の結果、現代と起亜の両自動車会社が問題の160万台以上の車両に対して不適切な時期にリコールを行いNHTSAに不正確な報告をしたとして、2020年11月にNHTSAは両社に懲罰金8100万ドル、安全性能測定の強化と品質データ分析システム開発に5600万ドルを課すことを両社と合意した。またこの合意が達成できない場合は7300万ドルを追徴課金することも決定した。2021年11月には内部告発者の部長に課徴金の30％に当たる2400万ドルの報奨金が支給され、2015年にNHTSAが内部告発者報奨金制度を制定してから初の制度適用になった。一方、韓国においては、この部長は2016年11月に会社の営業秘密を漏洩させたとして解任された後、業務上背任の疑いで韓国検察に告発されていたが、その後は一転して内部告発者として認められて勲章を受けており、2019年に国民権益委員会が褒賞金2億ウォンの支給を決定していた。また2021年10月には米国の非営利団体「欺瞞に立ち向かう納税者教育ファンド（TAFEF）」から「今年の公益情報提供者」に選ばれていた。

### 不正資金疑惑
2006年3月下旬に、関連会社を通じて作られた不正な資金によって、起亜自動車買収などに際し、当時の韓国の金大中政権関係者へのロビー活動が行われたとして最高検察庁によって本社が家宅捜索を受け、翌4月中旬には副社長らに加え、同月下旬には鄭夢九会長が横領や背任の容疑で逮捕された（その後、容疑を大筋で認めた鄭夢九会長は6月28日に保釈された）。
この事件との関連性は不明だが、同年第一四半期の決算発表が理由無く“無期限延期”とされ、5月4日にようやく決算発表が行われている。
2007年2月5日、鄭夢九会長の判決公判がソウル中央地裁で開かれ、懲役3年の実刑判決が下された（その後執行猶予5年が言い渡されている）。しかし、鄭夢九は2012年1月現在も現代-起亜自動車グループ会長から降りてはいない。

### 不正販売疑惑
現代自動車は海外市場では低価格での販売で「自動車業界の安売り王」と評されているが、これには仕掛けがあった。2007年1月の朝鮮日報の記事によると、現代自動車と子会社の起亜自動車が合計で韓国市場で70%近くのシェアを独占していることを利用して、ディーラーの営業活動を制限し車両価格を急激に引き上げるなどの不公正取引行為を行い、ディーラーや消費者が被害を受けていると公正取引委員会が判定を下したとのことである。現代自動車の車両価格の高騰はここ数年急激になっており、ソナタの場合は平均価格が2000年の1429万ウォン（約185万円）から2003年には1949万ウォン（約252万円）、2006年には2498万ウォン（約323万円）に上昇し、6年で1069万ウォン（約138万円）も価格が上昇したことになる。これについても公正取引委員会は「現代自動車の中・小型車価格が大幅に上がったのは、ライバルとなる輸入車がなく、現代自動車が市場支配力を持っているためだ」と指摘している。現代-起亜自動車グループが国内市場で78%ものシェアを独占していることに加え、韓国政府は高関税戦略で国内市場において、海外企業との競争から自国企業を保護していることが要因となっている。
ソナタの2006年におけるアメリカ市場での価格は約193万円、日本市場では約208万円である。
さらにジェネシスにおいては、韓国国内販売価格5280万ウォンに対してアメリカ市場での販売価格が3万2000ドル（約3100万ウォン）水準で策定された。単純比較では2180万ウォン、韓米両国の税金の差を考慮しても1200万ウォンも国内での販売価格が高く設定されていることから、一部の消費者や並行輸入業者たちは、米国で販売されるジェネシスを韓国に逆輸入しようとする動きを見せている。
なお国際貿易においては、国内価格よりも安い価格で国外で販売することはダンピング行為にあたる。

### 労働組合とストライキ
現代自動車成長の阻害要因の一つとして、非協力的な労働組合の存在が挙げられる。現代自動車は社内での労組の影響力が強く、設立された1987年から数えると1994年など一部の年を除いて毎年のようにストライキが発生している。
2006年3月20日の朝鮮日報では、市民団体「先進化政策運動」が現代自動車労組の集団エゴイズムを厳しく批判するデモを行ったと報じられている。これは「現代自動車が、毎年労組による賃上げ交渉に屈服した結果、国際競争力が低下しその負担を下請け業者に押し付けている」ことを批判し、現代自動車労組に会社と痛みを分かち合うことを求めたものだった。労組は2006年6月26日から長期ストに突入。7月26日に賃金交渉が妥結、7月29日に完全収拾となったが、生産遅延は93,882台、金額にして1兆3000億ウォンの損失が発生している。
2007年9月には、労組は1997年以来10年ぶりにストなしに年内の賃金・団体交渉の合意に至ったが、合意事項には「新車の生産工場と生産量を労使共同委員会で審議・議決する」「海外工場の新設・増設はもちろん、国内生産車種の海外移転や海外生産製品の第3国輸出までも労組の同意を受ける」という内容となっており、今後の工場建設や国内車種の海外移転、海外生産品の輸出に至るまで、組合員雇用に影響を及ぼす事案について労組の同意を必要とすることになるという、事実上現代自動車は経営権を労組に握られたに等しい状況となった。
2007年には北米・アラバマ工場が10月にソナタの在庫が大幅に急増したことから初の操業停止による生産調整を行い、中国市場でも傘下の起亜自動車と共に販売台数が減少しシェアを前年3位から6位にまで落とし、トヨタ、ホンダのほか中国の独立資本系メーカー奇瑞汽車にも追い抜かれることとなった。アメリカ市場でも中国市場でもリセールバリューの下落が激しく、アメリカでは「レンタカー用自動車」や「低所得者の自動車」、中国では「タクシー用自動車」のイメージも定着してしまっている。
2008年9月の労使交渉では、労使は現行の昼・夜間二交代制の勤務方式を改善し、労働者の健康を大きく害する深夜と早朝の作業、すなわち夜間組の勤務を廃止し、その代替として朝の作業開始時間を繰り上げ、午前と午後組が二交代で夜12時以前にすべての作業を終えるという「昼間連続2交代制」を翌年9月にも施行し、かつ賃金を現在の水準で保つことを骨子とする賃金協議案に暫定合意した。その分生産性を引き上げて1日の自動車生産台数を現在の水準で保つことにしたが、こうした方法ではすでに損失が発生した部分については補うことができず、会社側が不法ストを行った労組の主張に屈してしまった結果だと指摘する声が多い。
2013年3月4日から昼間連続2交代制が実施されることとなったが、実施直後から労働強化などの問題が浮上し、現場で衝突が発生している。全州工場では人員の補充なしで管理者を投入して生産を行ったためバス部の稼動ラインが全面的に停止し、蔚山工場も労働強化をはじめ装備準備不十分などの問題が発生したため1組の第1工場から第5工場までのラインが停止し、2組の第2、第4工場でもライン稼動が停止した。このこともあり、鄭夢九会長は高コスト・低効率から脱却できない国内での生産構造がこれ以上持ちこたえられないと判断し、2013年度から韓国国内での生産を最大20万台減産し海外生産に切り替える指示を出した。
2007年には「ブルームバーグ・グローバル自動車業種指数」基準で現代自動車の時価総額順位が2005年末の7位から16位（2日の終値基準）に急落したと発表された。その原因は、この敵対的労使関係が海外の投資家による現代自動車への資本投下を鈍らせていることにある、という指摘もある。
労働組合側が認めさせた待遇向上の指標として、2013年段階で1台の車を生産するための所要時間は30.5時間（アメリカの自動車メーカーは15.4時間）、売り上げに占める人件費の割合が13％（トヨタ自動車は10%未満）とする数値がある。従業員の平均年俸も上昇し、2012年には9,400万ウォンに達した。
2016年9月26日、韓国内の工場で12年ぶりに全面ストライキが実施。同年は、前日までに19回の時限ストライキが行われた上での実施となった。
2020年12月には、蔚山工場で従業員が作業中にスマートフォンで動画を見ながら作業することをやめさせるため、作業時間中に工場内Wi-Fiを遮断したところ労組側が反発し、労使間紛争が起こった。

### デザインや宣伝に対する批判

#### デザイン模倣（コピー）
- 現代自動車で発表されたモデルについては競合車種との類似性が韓国国内の朝鮮日報で指摘されており、特にソナタに関しては同様の指摘が多方面でなされている。
  - ソナタ（5代目・NF）のリアデザインが競合車種のホンダ・アコード（北米・アジア仕様。日本ではインスパイアとして販売）に酷似[122]。
  - グレンジャー（4代目・TG）のリアデザインとサンタフェ（CM）のフロントデザインがそれぞれホンダ・アコードとインフィニティFXに酷似[123]。
- ヒュンダイ・ジェネシス試作車のデザイン（スケッチ）が公開された際、フロント部分のトヨタ・カムリとの類似を始め、全体的に他社製品の模倣であるとの印象を持った者が少なくなかったことが報じられた[124]。同様に、ニューヨーク・タイムズはこのデザインを、「前からは“トヨタ・カムリ”、横からは“日産・マキシマ”、後ろからは“ビュイック”に見える」と評した[125]。

### 燃費水増し問題と北米での集団訴訟
2012年11月2日、アメリカ環境保護局 (EPA) は現代自動車と傘下の起亜自動車がアメリカで販売した一部車種の燃費性能を誇大表示していたと発表した。誇大表示が指摘されたモデルはサンタフェ、エラントラ、スポーテージ、ソウルなどの主要車種を含む現代車7モデル、起亜車6モデルとなっている。該当車を購入した北米地域の顧客は90万人と推測され、これに合わせて現代・起亜は90万台のうち58万台は認証燃費を1ガロン（3.78リットル）当たり1マイル（1.6キロ）、24万台は2マイル、8万台は3～4マイル引き下げることにしたと発表された。現代・起亜は「決して意図的なものではなく、米国燃費試験手続き上の規定の解釈と試験環境・方法の違いによる」と説明した。現代・起亜車北米法人は燃費の変更に基づき、該当車を購入した顧客に地域燃料価格などに基づいて補償すると明らかにした。また不便による補償（燃費補償額の15%）も追加でする予定という。
しかし、アメリカではこれに対して集団訴訟を行う顧客が急増、 彼らは訴状で「現代・起亜が出した補償案は燃費が下方調整されたのに伴った中古車価値下落分が含まれていない」として「中古車価値が下がったことに対し経済的損失まで賠償を」と要求した。また、現代・起亜が不公正競争防止および消費者救済法に違反したと主張した。さらにこの訴訟は隣国のカナダだけでなく、本国である韓国にまで飛び火したという。
2014年11月3日、アメリカ司法省と環境保護局は、現代・起亜両自動車会社が大気浄化法違反の制裁金として過去最高額となる1億ドルを支払うことで和解したと発表した。

### その他
韓国で2007年末から発売直前まで放映されたテレビCMには、ジェネシスをアウディ・A8とを高速度で正面衝突させる映像が用いられた。これに対してアウディは、アルミニウム製で衝撃を吸収するボディ構造であるA8との衝突映像比較広告は、消費者を惑わすものだとして現代自動車を非難している。